# Wasgau
Der Wasgau (französisch Vasgovie) ist eine deutsch-französische Mittelgebirgslandschaft im Bundesland Rheinland-Pfalz und der Region Grand Est (bis 2015 Elsass und Lothringen). Er wird vom Südteil des Pfälzerwalds gebildet und erstreckt sich dabei grenzüberschreitend von der Queich im Norden bis zur Zaberner Steige (französisch Col de Saverne) im Süden. In Frankreich wird der dortige Teil des Gebiets aus politischen Gründen auch als „Nordvogesen“ (französisch Vosges du Nord) bezeichnet.
Der höchste Berg des gesamten Wasgaus ist mit 581 m ü. NHN der Grand Wintersberg bei Niederbronn-les-Bains im nördlichen Elsass. Dahinter folgt der mit 576,8 m ü. NHN nur geringfügig niedrigere Rehberg bei Annweiler in der Südpfalz, der damit die höchste Erhebung im deutschen Teil des Gebirgsraums ist.
Der Wasgau gehört zum südlichen Teil des grenzüberschreitenden Biosphärenreservats Pfälzerwald-Vosges du Nord.

## Geographie

### Lage
Der Wasgau erstreckt sich von einer Linie Pirmasens–Landau im Norden, die ab Wilgartswiesen mit dem Lauf der Queich zusammenfällt, bis zur Zaberner Steige bzw. einer Linie Pfalzburg (französisch Phalsbourg)–Zabern (frz. Saverne) im Süden. Seine östliche Begrenzung von Albersweiler im Queichtal über Bad Bergzabern, Weißenburg (frz. Wissembourg) im Elsass, Bad Niederbronn (frz. Niederbronn-les-Bains) und Ingweiler (frz. Ingwiller) nach Zabern ist der Westrand der Rheinebene. Im Westen geht das Gebirge fließend in den Landschaftsraum der Westricher Hochfläche über; ab dort überdecken die jüngeren Gesteinsschichten des Muschelkalks den im Wasgau vorherrschenden Buntsandstein. Diese natürliche Grenzlinie verläuft etwa von Pirmasens über Eppenbrunn, Bitsch (frz. Bitche) und Lemberg in Lothringen (frz. Lorraine) nach Süden und erreicht schließlich bei Pfalzburg das Bruchfeld der schmalen Zaberner Steige; diese trennt den Wasgau von den sich südlich anschließenden tatsächlichen Nord-Vogesen im geographischen Sinn, wobei dieser Übergang eher gleitend und die Trennlinie nicht sehr ausgeprägt ist.
Eine zentrale Teillandschaft des Wasgaus ist das Dahn-Annweilerer-Wasgauer Felsenland, das vom Queichtal bei Annweiler im Nordosten bis etwa zum Falkensteinerbach und zur Nördlichen Zinsel (frz. Zinsel du Nord) bei Bärenthal (frz. Baerenthal) und Philippsburg (frz. Philippsbourg) im Südwesten reicht.

### Struktur

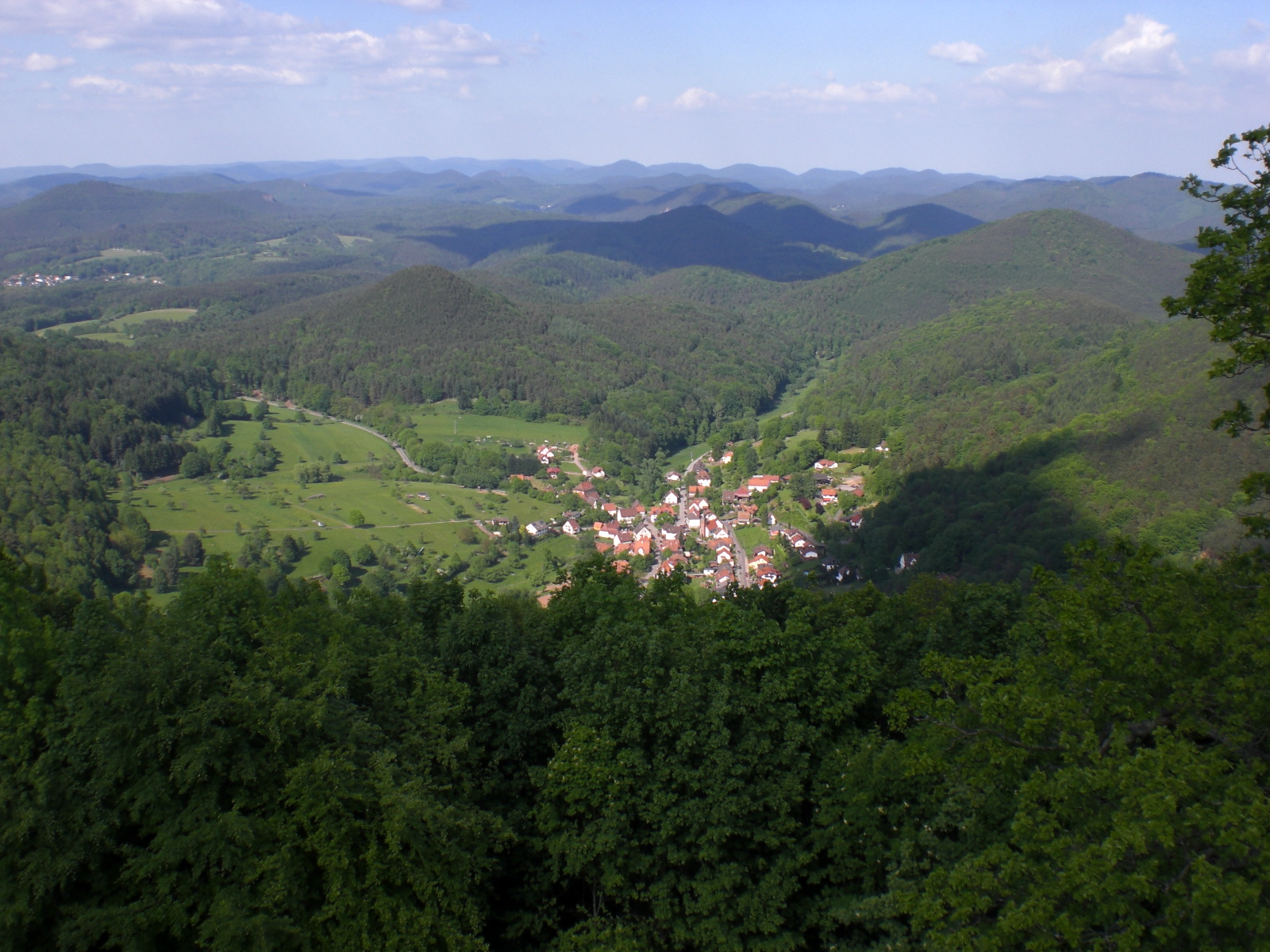
Kleingliedrige Struktur des Wasgaus: Blick von der Hohenburg nach Norden

Die Erhebungen des Wasgaus unterscheiden sich von denen des nördlich angrenzenden Mittleren Pfälzerwalds durch den charakteristisch stärker gegliederten Verlauf, die häufigen Kegelberge sowie die deutlich abgerundeten Kuppen. Zwischen den Bergen fallen teilweise ausgedehnte Verebnungsflächen auf.
Entwässert wird der Wasgau überwiegend nach Osten durch linke Nebenflüsse des Rheins, nämlich die Queich, die Lauter (am Oberlauf Wieslauter genannt) und den Saarbach, der sich als Sauer im Nordelsass fortsetzt. Dort folgt die Moder, deren Einzugsgebiet über ihren rechten Zufluss Zorn noch über die Zaberner Steige hinaus nach Süden reicht.

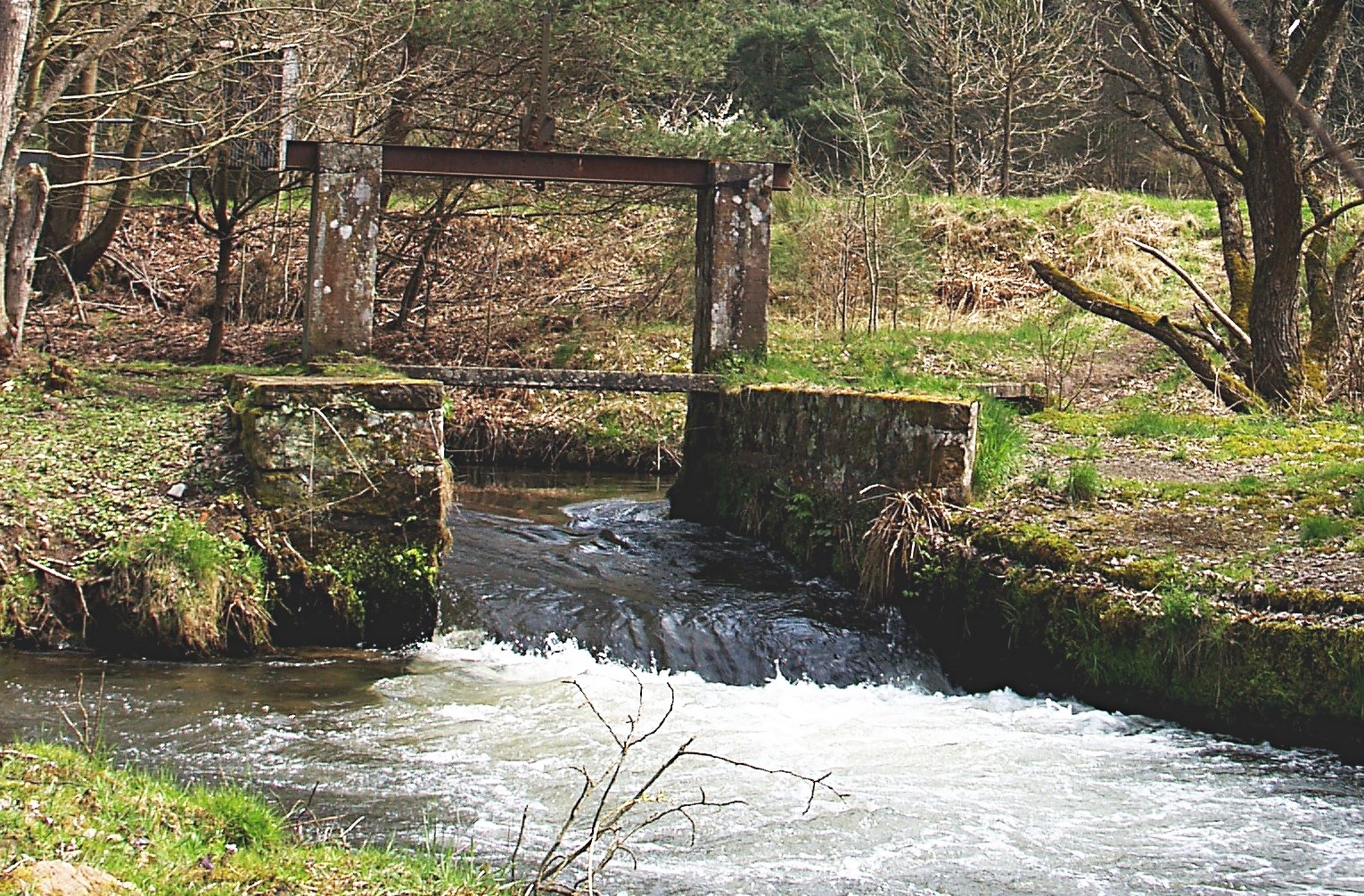
Triftwehr der Wieslauter an einer ehemaligen Klause nördlich von Dahn

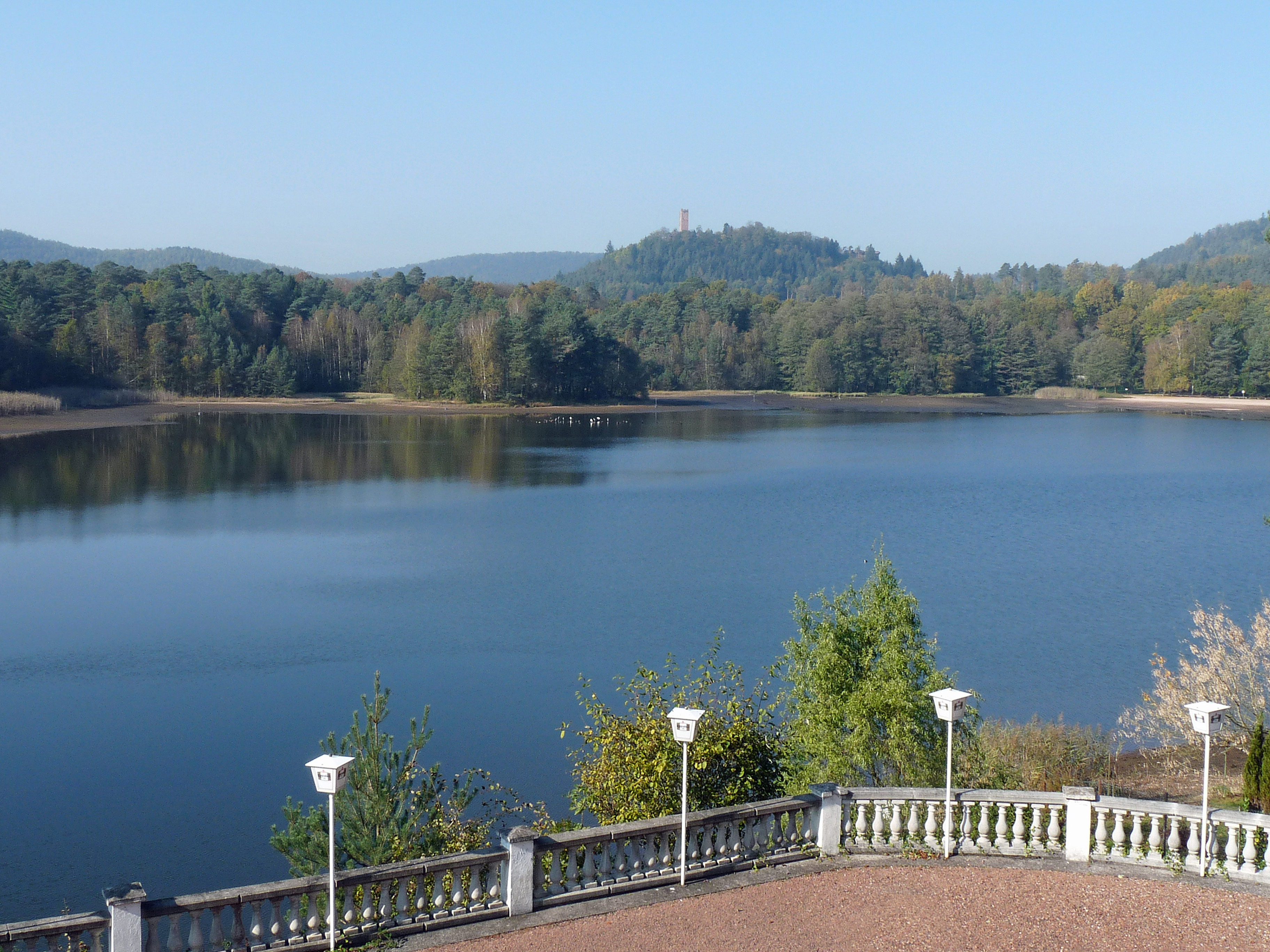
Hanauer Weiher, im Hintergrund Burg Waldeck

Natürliche Stillgewässer gibt es im Wasgau nicht; doch vor allem im Bereich des Saarbachs haben Wooge aus dem Mittelalter überdauert. Dies sind kleine Stauseen, die künstlich angelegt wurden, um darin Fische zu züchten oder um ihr Wasser zum Betrieb von Mühlen bzw. Hammerwerken zu nutzen. Vor allem auch das Wasser der Nördlichen Zinsel (französisch Zinsel du Nord) bei Bärenthal (französisch Baerenthal) im Bitscher Land (französisch Pays de Bitche) wurde im 18. und 19. Jahrhundert zur Eisenverarbeitung in Eisenhütten und Hochöfen verwendet. Hierzu legte man zwischen Mutterhausen (französisch Mouterhouse) und Bärenthal mehrere größere und kleinere Weiher an, die nach Stilllegung der letzten Eisenhütte im Jahre 1923 heute vorwiegend dem Tourismus dienen. Auch der einige Kilometer östlich von Bitsch bei Egelshardt (französisch Eguelshardt) gelegene Hanauer Weiher (französisch Étang de Hanau) ist ein bedeutendes Tourismuszentrum mit Bademöglichkeiten, Bootsverleih und Campingplatz.
Zum Zwecke der bis zum Ende des 19. Jahrhunderts praktizierten Holztrift entstanden Klausen, beispielsweise an der Wieslauter. Sie konnten nach vorübergehender Flutung Scheitholz aufnehmen, das nach Öffnen eines Wehrs vom Wasser bachabwärts transportiert wurde.

### Berge

#### Allgemein

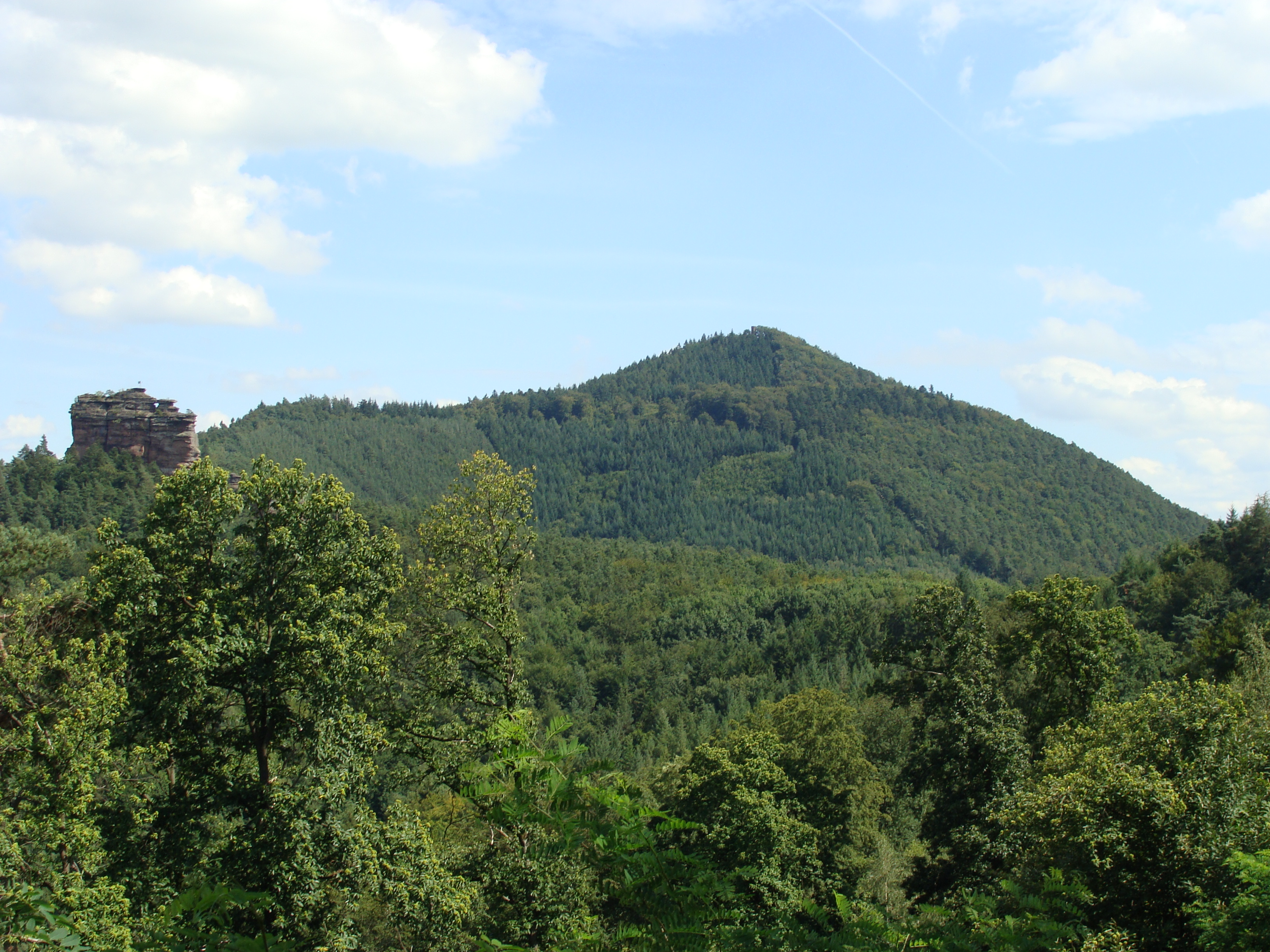
Rehberg als höchster Berg im deutschen Teil des Wasgaus

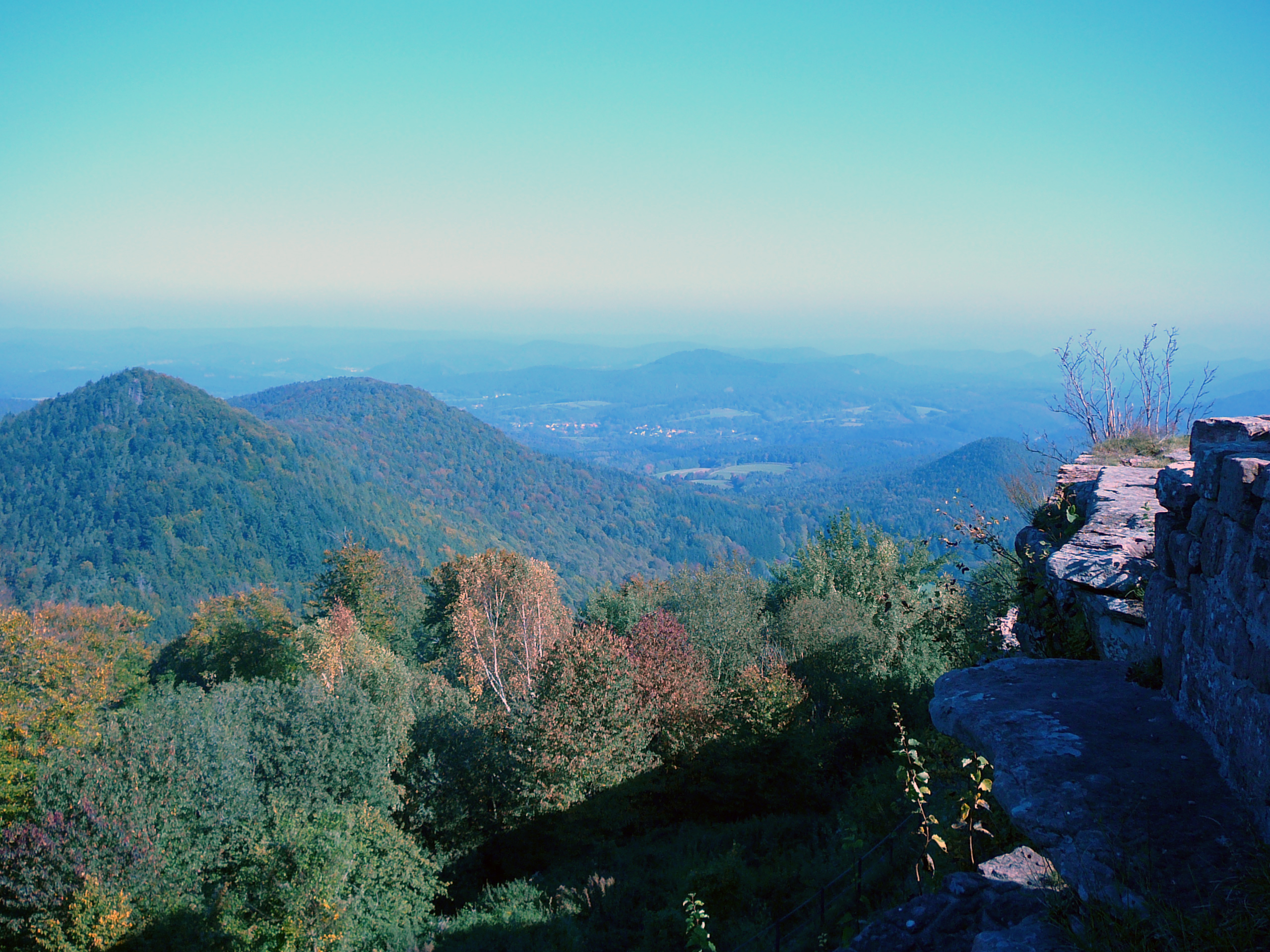
Blick von der Wegelnburg über das Dahner Felsenland

Aufgrund ihres kleingliedrigen Reliefs ist die Mittelgebirgslandschaft des Wasgaus durch erhebliche Formenvielfalt mit eher isoliert stehenden Einzelgipfeln – vor allem Kegelberge – oder einzelnen Höhenrücken gekennzeichnet, die eine durchschnittliche Höhe von 400 bis 500 m ü. NHN erreichen. Die höchsten Erhebungen befinden sich im nördlichen und zentralen Wasgau (z. B. Wegelnburg, 570,9 m ü. NHN, Mohnenberg, 547 m ü. NHN), und dabei vor allem in der Nähe des Grabenrandes (z. B. Großer Wintersberg, 581 m ü. NHN, Rehberg 576,8 m ü. NHN). Das Buntsandsteinpaket in Richtung Westen und Süden sinkt von etwa 500 m ü. NHN (Wasenkoepfel, 526 m ü. NHN, Großer Eyberg, 513 m ü. NHN) bis zur Zaberner Steige auf durchschnittlich etwa 350 bis 400 m ü. NHN ab. Typisch sind ferner eine Vielzahl verschiedenartig geformter Felsformationen, die hauptsächlich aus Gesteinen des Unteren Buntsandsteins, den Trifels- und Rehbergschichten, bestehen und auf vielen Bergen des Wasgaus zu finden sind (siehe hierzu Abschnitt Geologie und Abschnitt Felsformationen). Dabei unterscheidet Geiger in seiner Typologie der Berg- und Felsformen des Wasgaus die folgenden sechs Formen: Bergklötze mit Felsnase, Tischfels, Felsplatte; Kegelrückenberg mit Felsnase, Felsplatte; Bergrücken mit Felsmauer; Bergkegel mit Felsklotz; Bergkegel mit Felsturm; Bergkuppe. Daneben tragen eine Reihe von Berggipfeln Aussichtstürme (z. B. Großer Wintersberg, Rehberg, Stäffelsberg, Wasenkoepfel), die dem Touristen häufig ein 360-Grad-Panorama bieten.

#### Genaue Übersicht
Die Kategorienstruktur der Liste orientiert sich am Konzept zur naturräumlichen Gliederung des Wasgaus. Dabei wurden die wesentlichen Erhebungen des Gebirges den entsprechenden Teillandschaften zugewiesen und jeweils der Höhe nach geordnet.
| Westlicher Wasgau   | Höhe (m) | Wasgauer Felsenland                                | Höhe (m) | Östlicher Wasgau                                 | Höhe (m) | Südlicher Wasgau                             | Höhe (m) |
| ------------------- | -------- | -------------------------------------------------- | -------- | ------------------------------------------------ | -------- | -------------------------------------------- | -------- |
| Großer Eyberg       | 513,0    | Großer Wintersberg (französisch Grand Wintersberg) | 581      | Hohe Derst                                       | 560,5    | Wasenkoepfel                                 | 526      |
| Großer Mückenkopf   | 484,9    | Rehberg                                            | 576,8    | Mohnenberg                                       | 547      | Immenkopf                                    | 494      |
| Hohe List           | 475,8    | Schlossberg                                        | 570,9    | Bobenthaler Knopf                                | 533,9    | Arnsberg                                     | 479      |
| Erlenkopf           | 472,1    | Hohenburg (französisch Hohenbourg)                 | 551      | Brissetischer Kopf (französisch Brissetish Kopf) | 529      | Michaelsberg (französisch Mont Saint-Michel) | 437      |
| Hoher Kopf          | 467,4    | Schwobberg                                         | 495      | Schletterberg                                    | 521      | Hochkopf                                     | 429      |
| Braunsberg          | 463      | Maimont                                            | 515      | Dürrenberg                                       | 521      | Holländerberg                                | 423      |
| Großer Stephansberg | 456      | Wasserstein                                        | 512      | Krummer Ellenbogen                               | 515      | (Hoch) Ebersberg                             | 423      |
| Hoher Warsberg      | 451      | Engenteich                                         | 496      | Mittelkopf                                       | 515      | Dürrberg(kopf)                               | 421      |
| Kleiner Biesenberg  | 451      | Jüngstberg                                         | 491      | Treutelsberg                                     | 503,7    | Hochfirst                                    | 421      |

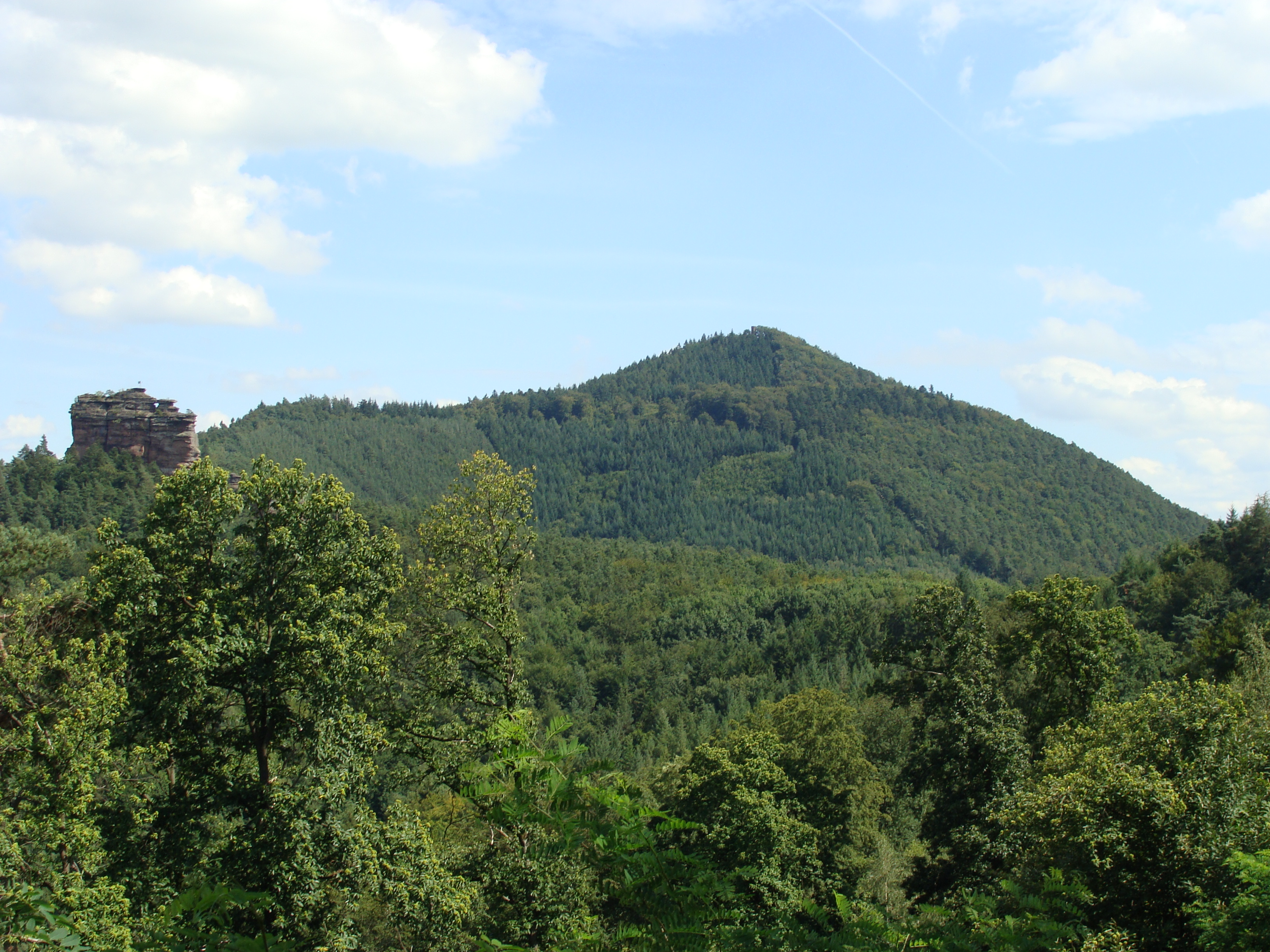
Rehberg mit Asselstein (links) (Wasgauer Felsenland)
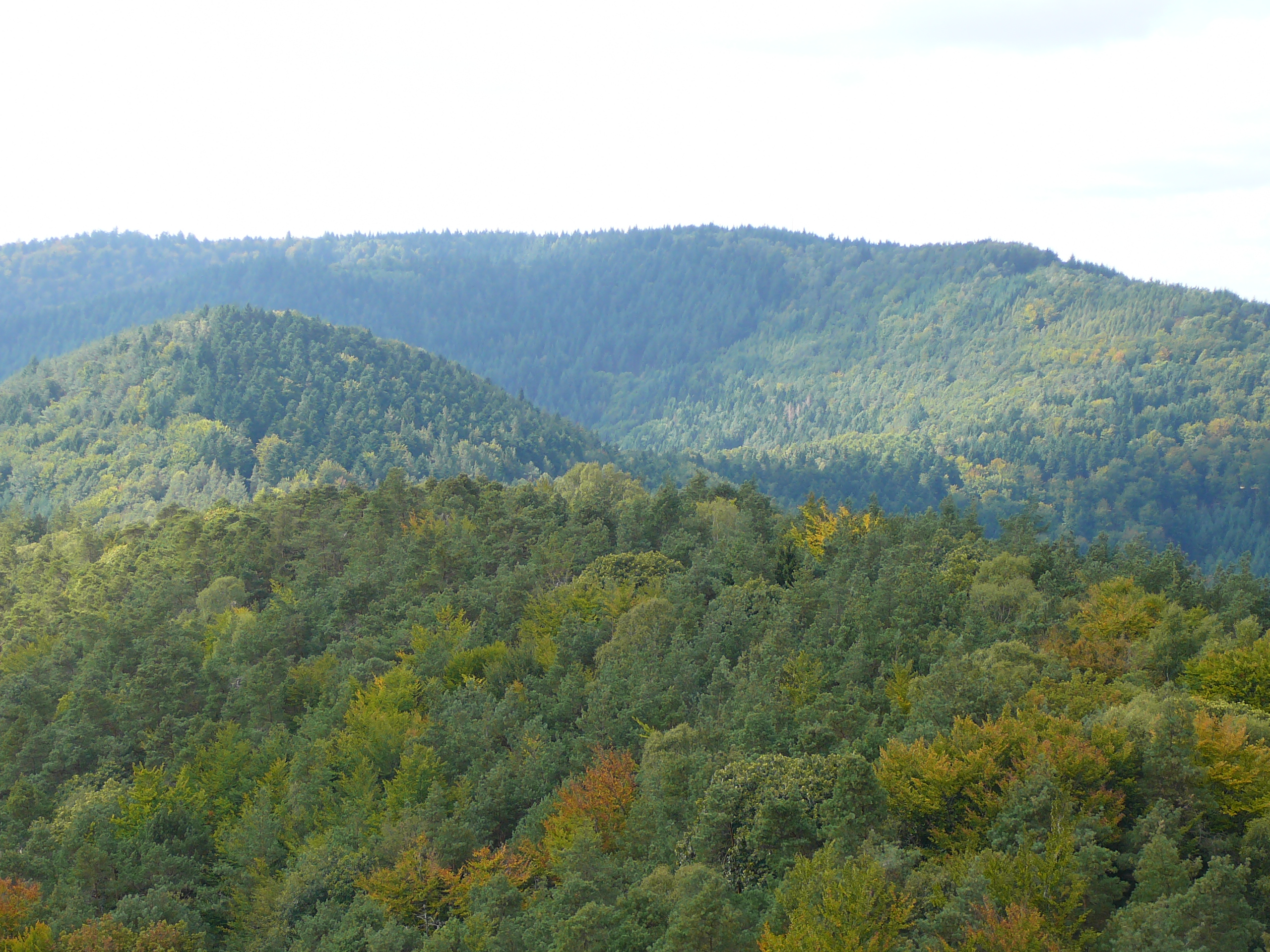
Hohe Derst (östlicher Wasgau): Blick vom Stäffelsberg
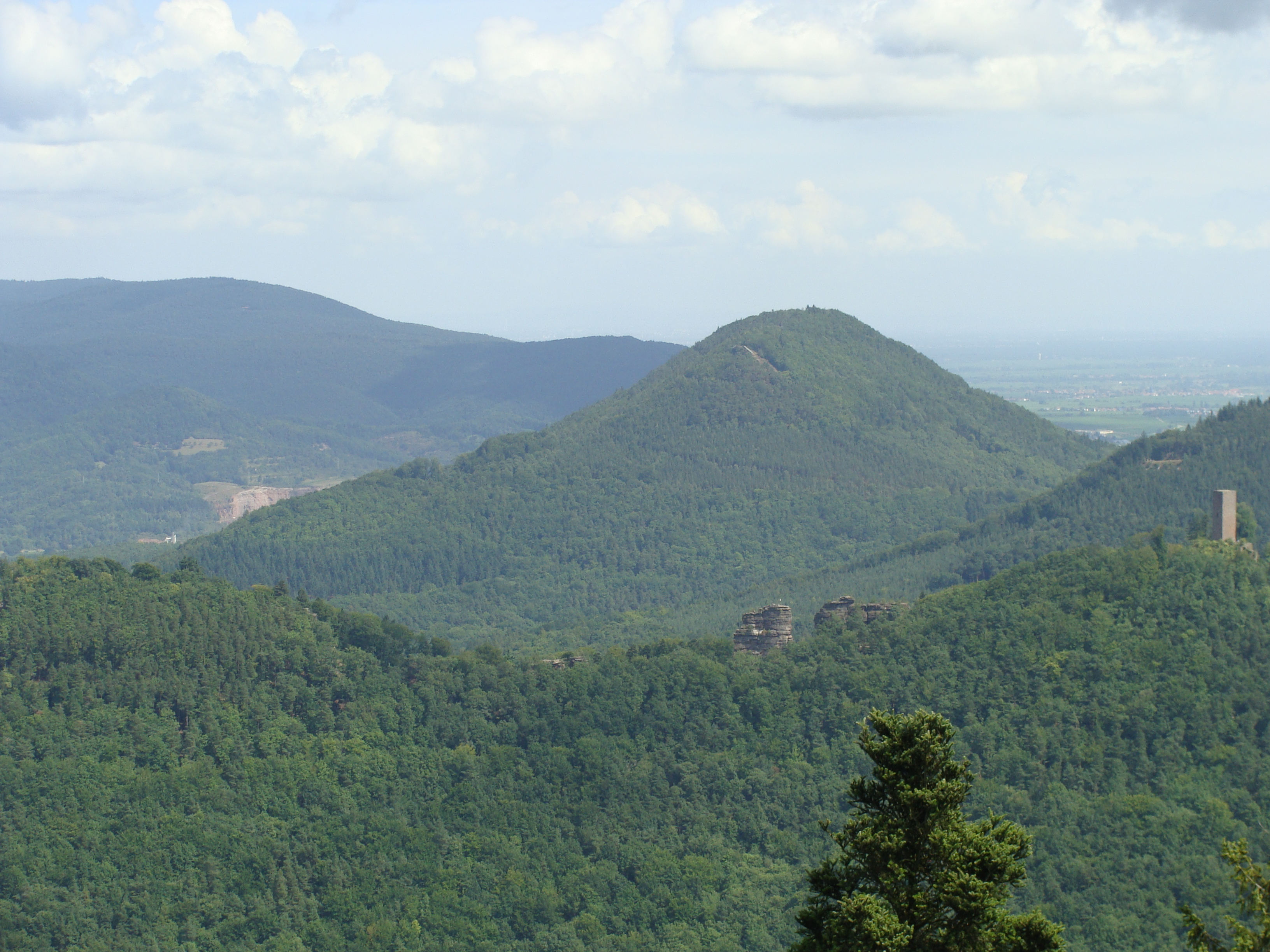
Hohenberg (östlicher Wasgau): Blick vom Rehberg
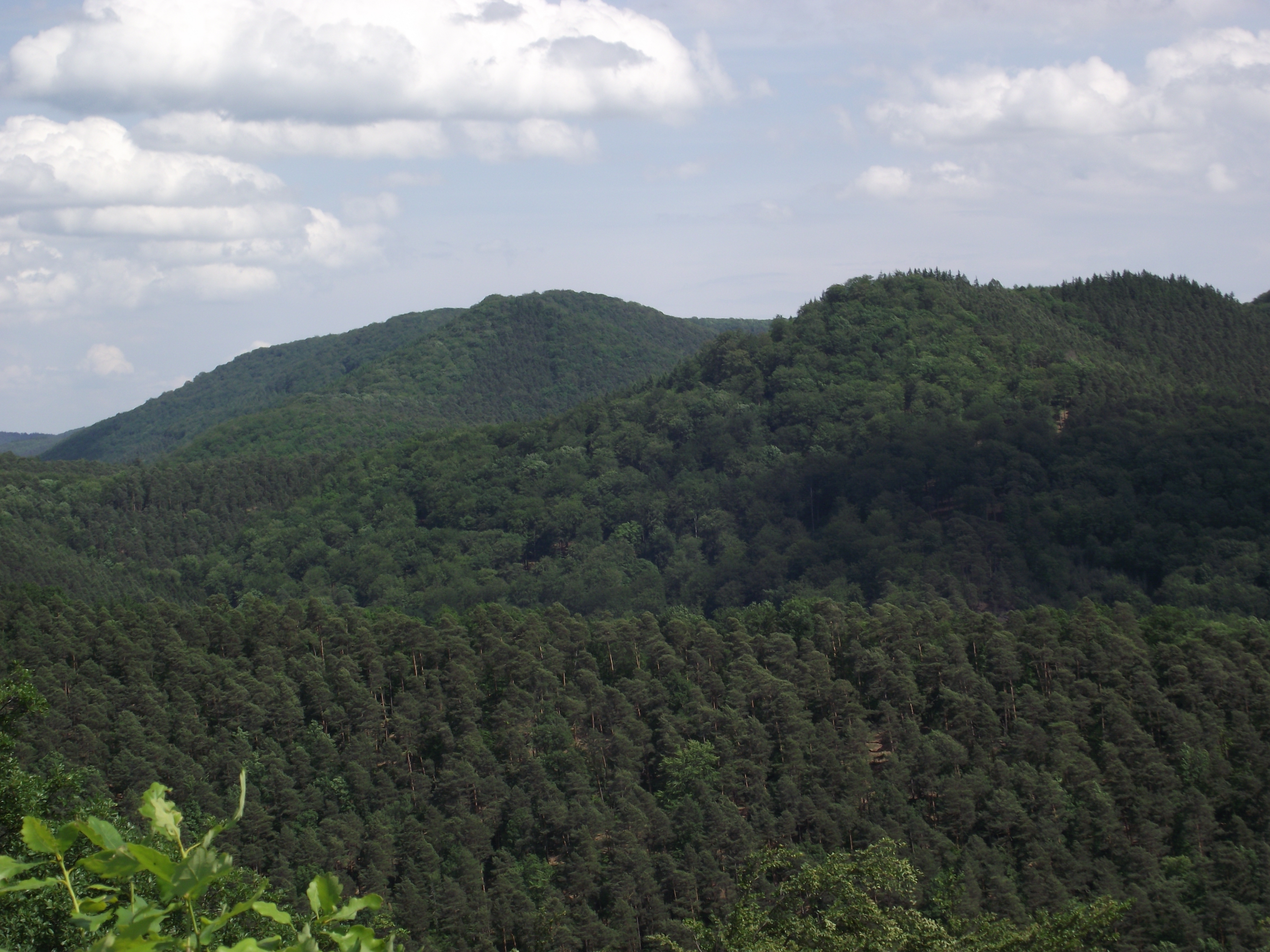
Mohnenberg (östlicher Wasgau): Blick von Burg Schöneck
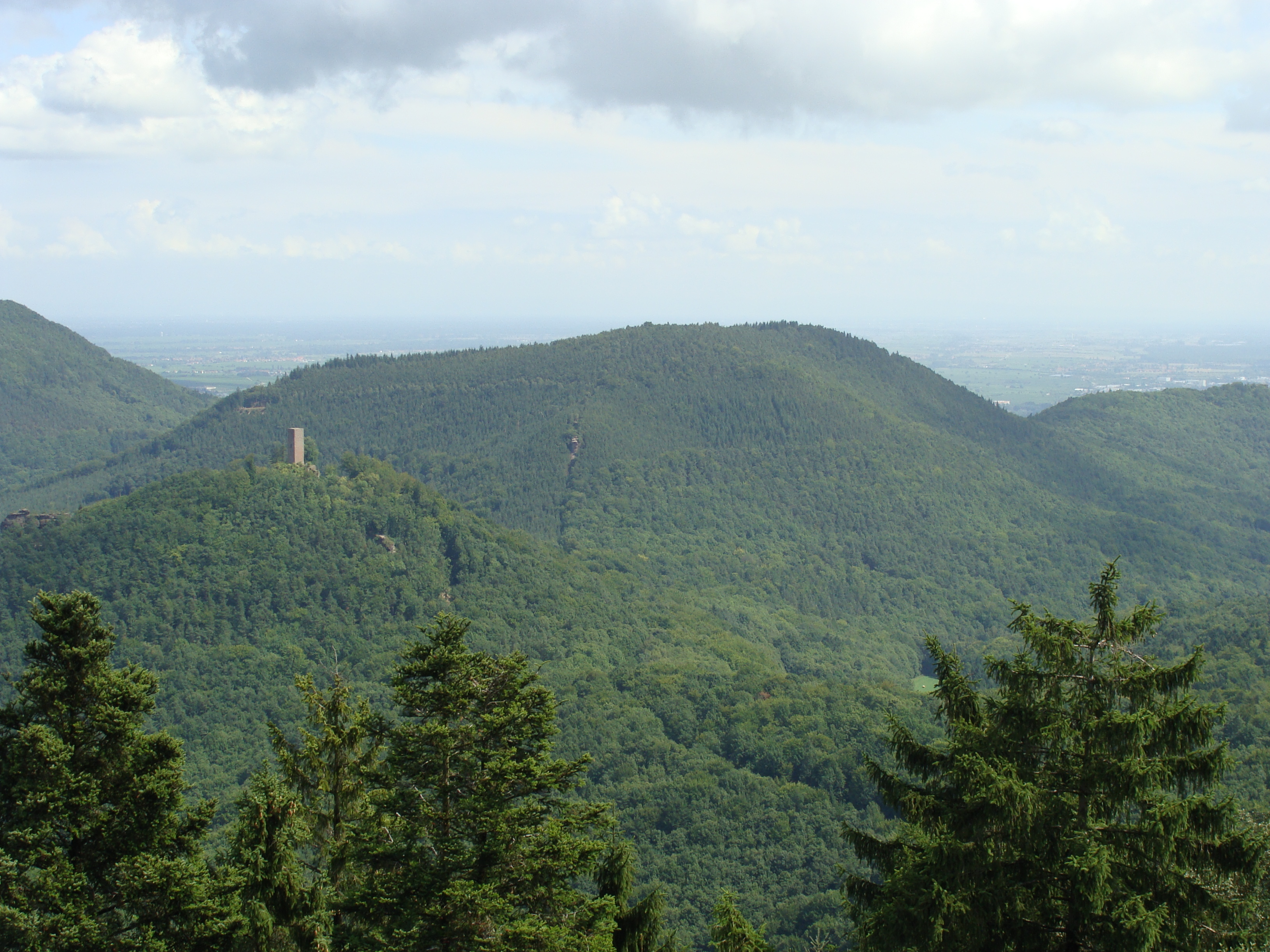
Föhrlenberg (östlicher Wasgau): Blick vom Rehberg
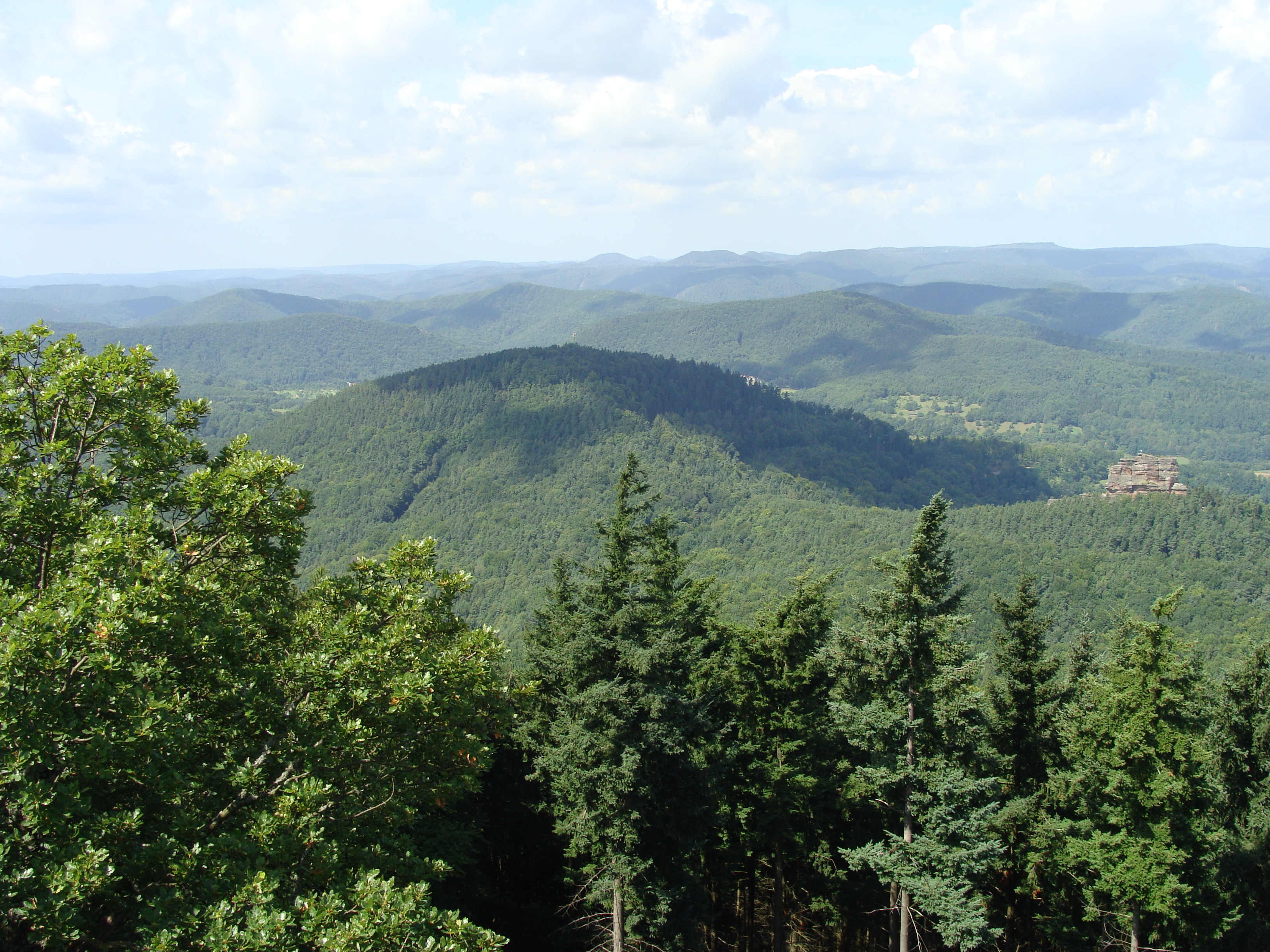
Ebersberg (Wasgauer Felsenland): Blick vom Rehberg
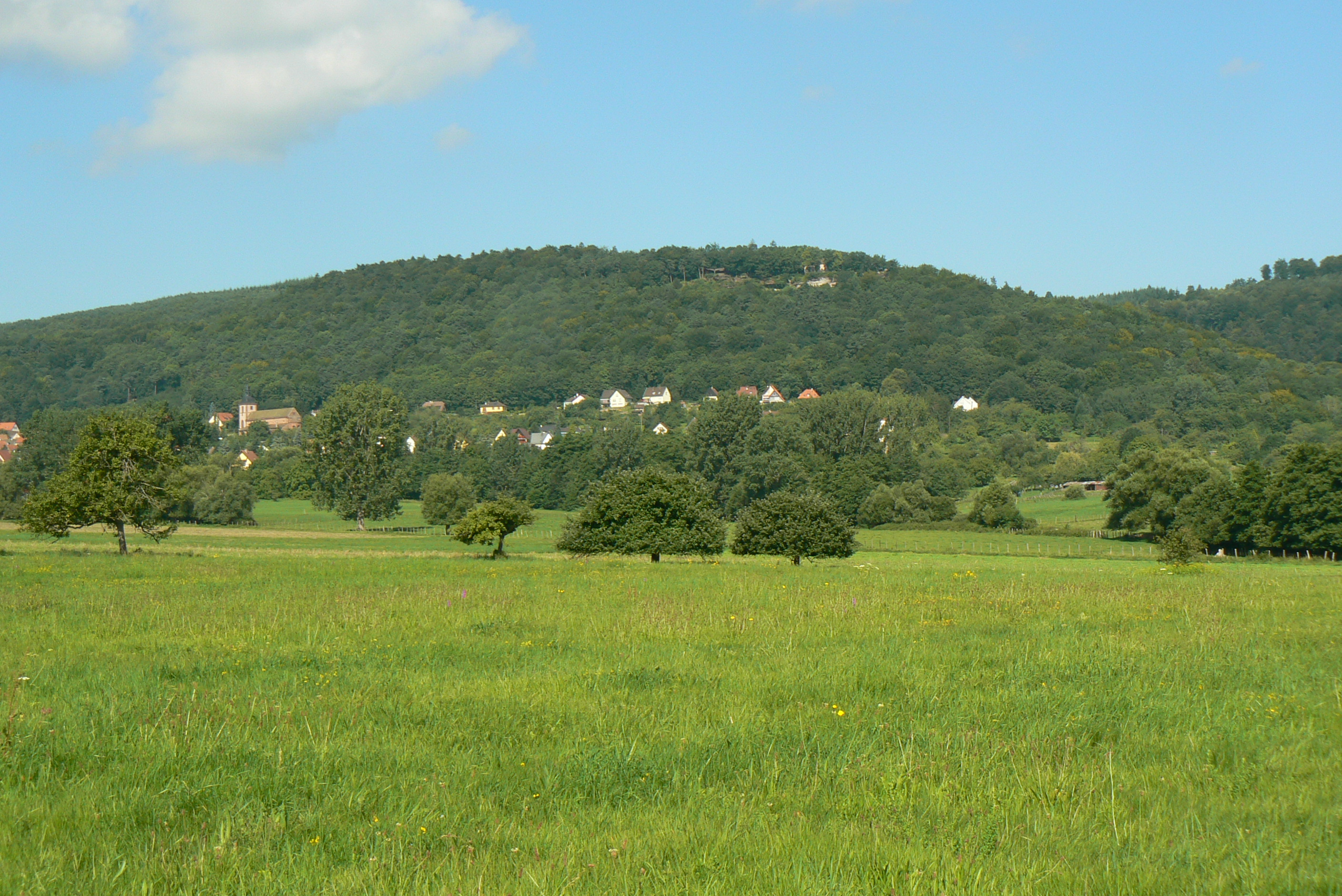
Blick von Sankt Johann bei Zabern zum Michaelsberg (südlicher Wasgau)

## Geologie

### Entstehung und Lagerung der Gesteinsschichten

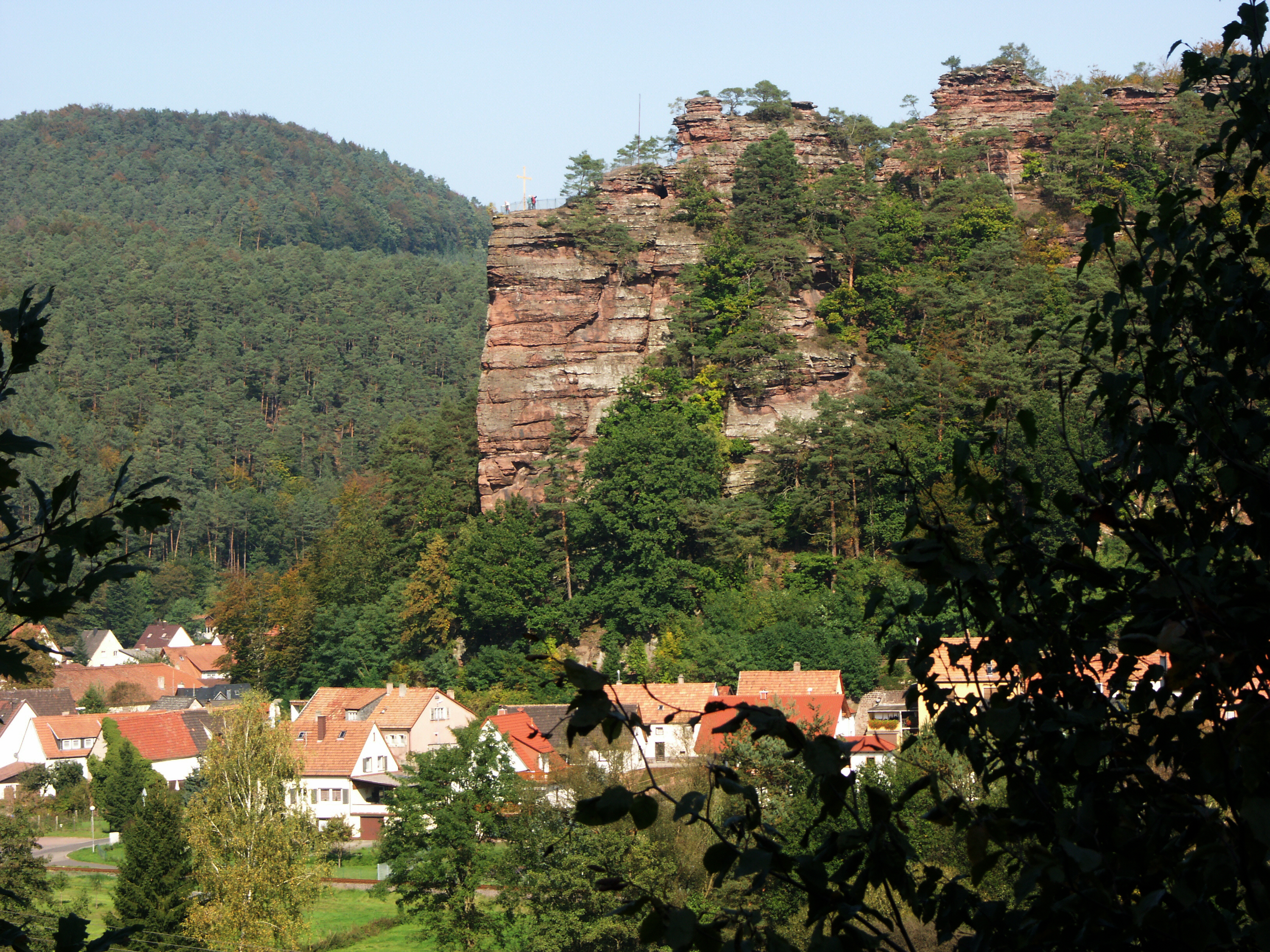
Trifels-Schichten an einem Felsenriff: Jungfernsprung bei Dahn

Der Wasgau wird als Teil des Pfälzerwalds durch Gesteinsschichten des Buntsandsteins und in geringerem Maße auch des Zechsteins geprägt, die im ausgehenden Perm (vor 256–251 Millionen Jahren) und zu Beginn der Trias (vor 251–243 Millionen Jahren) unter vorwiegend wüstenhaften Klimabedingungen abgelagert wurden. Es entstanden Sedimentabfolgen mit einer Mächtigkeit von etwa 500 Metern, die eine unterschiedliche Festigkeit, Dichte und Färbung besitzen und aus häufig stark verfestigten, kieselig gebundenen mittel- und grobkörnigen Sandsteinen, zum Teil aber auch aus feinkörnigen Sandsteinen mit toniger Bindung und Schiefertonen bestehen. Gegliedert werden diese Gesteine in unterschiedliche Schichten, wobei im Bereich des Buntsandsteins zwischen dem Unteren, Mittleren und Oberen Buntsandstein unterschieden wird.
Diese Gesteinsschichten erfuhren im Paläogen (vor 65–23,8 Millionen Jahren) während der Bildung des Oberrheingrabens tektonisch bedingte Umlagerungen, die für das heutige Landschaftsbild des Wasgaus von entscheidender Bedeutung sind. Dabei wurden die Grabenränder angehoben und die Schichten des Buntsandsteins, zum Teil auch ältere Gesteine (Zechstein, Rotliegend) nach Abtragung des Deckgebirges freigelegt. Es kam zu Schrägstellung, Aufwölbung (Verschiebung und Verbiegung) und zum Zerbrechen (Bildung von Verwerfungen) der verschiedenen Gesteinsschichten.

### Entwicklung des heutigen Reliefs

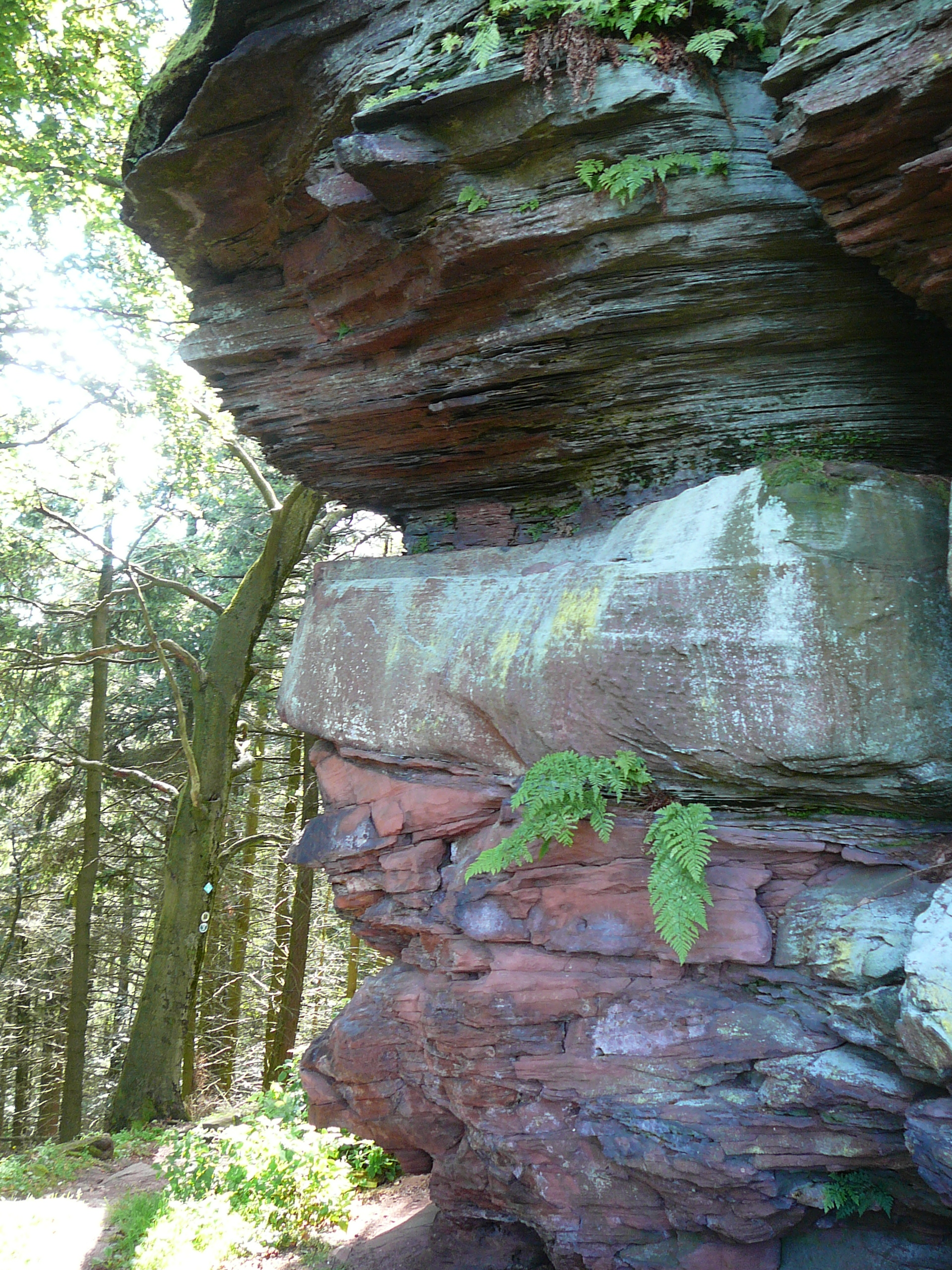
Gipfelregion des Rehbergs: Gesteinsformationen der Rehbergschichten

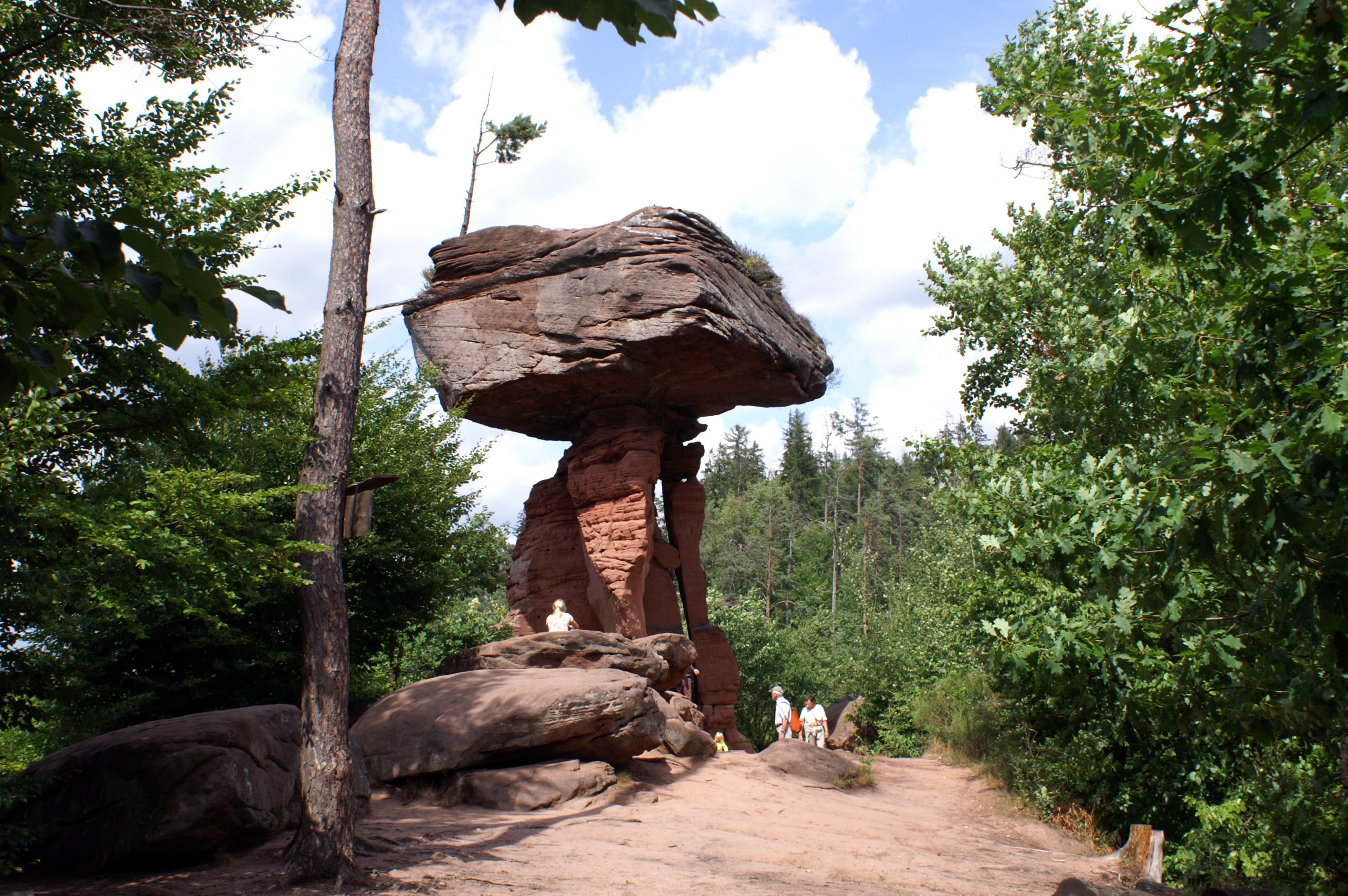
Kleinräumige Verwitterung in den Rehberg-Schichten am Beispiel des Teufelstisches

Aufgrund der von Südwest nach Nordost verlaufenden Sattel-Mulden-Struktur des linksrheinischen Gebirges waren diese Aufwölbungen in den nördlichen und zentralen Teilen des Wasgaus, das heißt im Bereich des Südpfälzer Sattels besonders ausgeprägt, so dass dort die Deckschichten stärker abgetragen wurden. Da die Formationen des Zechsteins, zum Beispiel die Annweilerer- und Speyerbach-Schichten, eher aus feinkörnigeren Sandsteinen mit toniger Bindung und Schiefertonen bestehen und deshalb eine weichere Konsistenz besitzen, konnte dieses Material besser ausgeräumt und ältere Gesteine des Zechsteins und Gesteine des Rotliegend freigelegt werden. Dadurch bildeten sich Verebnungsflächen und breite Täler, wie sie besonders für den nordöstlichen Wasgau, zum Beispiel bei Gossers- und Völkersweiler, ferner bei Hauenstein, Busenberg oder Fischbach bei Dahn charakteristisch sind. Gleichzeitig blieben Teile des Unteren Buntsandsteins, die sogenannten Trifels- und Rehbergschichten, erhalten, da sie größtenteils aus härterem Quarzsandstein bestehen und deshalb gegenüber Verwitterung und Abtragung besonders widerstandsfähig sind. Es entwickelte sich durch Erosion im Neogen (vor 23,8 bis 2,8 Millionen Jahren) und vor allem im Quartär (vor 2,8–0,01 Millionen Jahren) das kleingliedrige Relief des Wasgaus, das durch vielfältige, häufig kegelförmige und isoliert stehende Bergformen mit bizarren Felsgebilden gekennzeichnet ist (Wasgauer Felsenland). Dieses Felsenland erstreckt sich von Annweiler im Nordosten bis etwa zum Falkensteiner Bach bei Philippsburg im Südwesten und bildet das eigentliche Kerngebiet des Wasgaus.

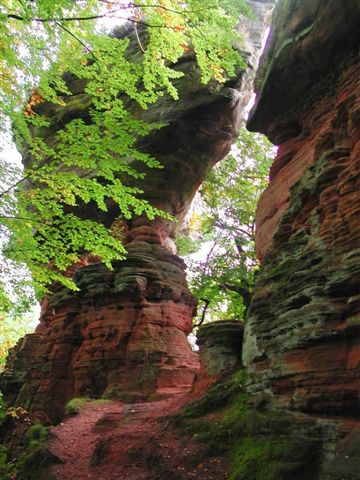
Mittlerer Buntsandstein mit Karlstalschichten und Oberer Felszone: Altschlossfelsen bei Eppenbrunn

Bei ungestörtem Verlauf der Gesteinsschichten würde aufgrund ihrer Schrägstellung die typische Landschaftsstruktur des Felsenlandes bereits kurz hinter Annweiler enden. Tektonische Prozesse führten jedoch zu Verschiebungen und Versetzungen der einzelnen Gesteinsschichten, sodass westlich der Elmsteiner Verwerfung etwa von Wilgartswiesen, Spirkelbach, Schwanheim, Erlenbach, Niederschlettenbach bis nach Lembach im Elsass die felsbildenden Trifels-Schichten um ungefähr 80 bis 100 Meter emporgehoben wurden und deshalb im Dahner und Schönauer Felsenland auch weiterhin die Oberflächenstruktur prägen. Erst westlich von (Wies-)Lauter und Sauer bzw. Saarbach tauchen diese Gesteine endgültig unter die jüngeren Schichten des Mittleren Buntsandsteins, zum Beispiel unter die Karlstalschichten, so dass das Landschaftsbild des westlichen Wasgaus eher dem des Mittleren Pfälzerwalds entspricht. Dies gilt auch für den südlichen Teil des Wasgaus, da im Bereich der Zaberner Steige bzw. der Pfalzburger Mulde die verschiedenen Gesteinsformationen weniger stark aufgewölbt und deshalb ihre Deckschichten auch nicht so stark abgetragen wurden. Aus diesem Grund bilden dort jüngere Gesteine des Mittleren und Oberen Buntsandsteins die Gebirgsoberfläche, während Rehberg- und Trifelsschichten nur in tief eingeschnittenen Kerbtälern aufgeschlossen sind. Außerdem wird südlich einer Linie Ingweiler – Wingen a. d. Moder – Diemeringen das Hauptverbreitungsgebiet des Buntsandsteins vom östlichen Grabenrand bis zu den Gesteinen des Unteren Muschelkalks im Westen von etwa 15 auf minimal 7 Kilometer im Bereich der Zaberner Steige eingeengt (siehe obige Karte).

## Name und Geschichte
Wasgau und Vogesen haben denselben sprachlichen Ursprung, den zunächst keltischen Berg- und Waldgott Vosegus, der von den Römern in die lateinischen Begriffe Vosegus mons (Vosegus-Gebirge) bzw. Silva Vosegus (Vosegus-Wald) übernommen wurde. Dieser Name wurde im Französischen zu Vosges, im Mittelhochdeutschen zu Wasigen, das sich zu Wasgenwald und Wasgau fortentwickelte, wobei sich der Namenszusatz Gau auf die entsprechende mittelalterliche Verwaltungseinheit bezieht. Sprachverwandt ist auch die sich südwestlich an die Vogesen anschließende Vôge, deren Name aus einem Femininum *Vosagia entstanden ist.
Allmählich entwickelten sich die Bezeichnungen wegen der deutsch-französischen Grenze auseinander – der elsässisch-lothringische Gebirgsteil heißt heute Vogesen, der pfälzische Wasgau. Im Reichsland Elsaß-Lothringen zwischen 1871 und 1919 wurden die Vogesen meist mit Wasgenwald bezeichnet, um die Distanzierung vom romanisch-lateinischen Begriff zu betonen.
Im Rahmen der europäischen Einigung (Schengener Abkommen) zeigen sich allerdings auch gegenläufige Tendenzen: Beide Gebirgsteile werden grenzüberschreitend als naturräumliche und kulturhistorische Einheit verstanden und, neben dem Gebrauch der offiziellen Landschaftsnamen „Vosges du Nord“ und „Südlicher Pfälzerwald“, mit dem übergeordneten Begriff „Wasgau“ bzw. „Vasgovie“ benannt; damit wird diese Bezeichnung gemäß der historischen Namensentwicklung nicht nur für den pfälzischen, sondern auch für den elsässisch-lothringischen Teil des Landschaftsraumes verwendet.
Durch den Wasgau führte einst die sogenannte Südroute der historischen Pfälzer Jakobswege, denen heute eher touristische als religiöse Bedeutung zukommt.

## Sehenswürdigkeiten

### Burgen

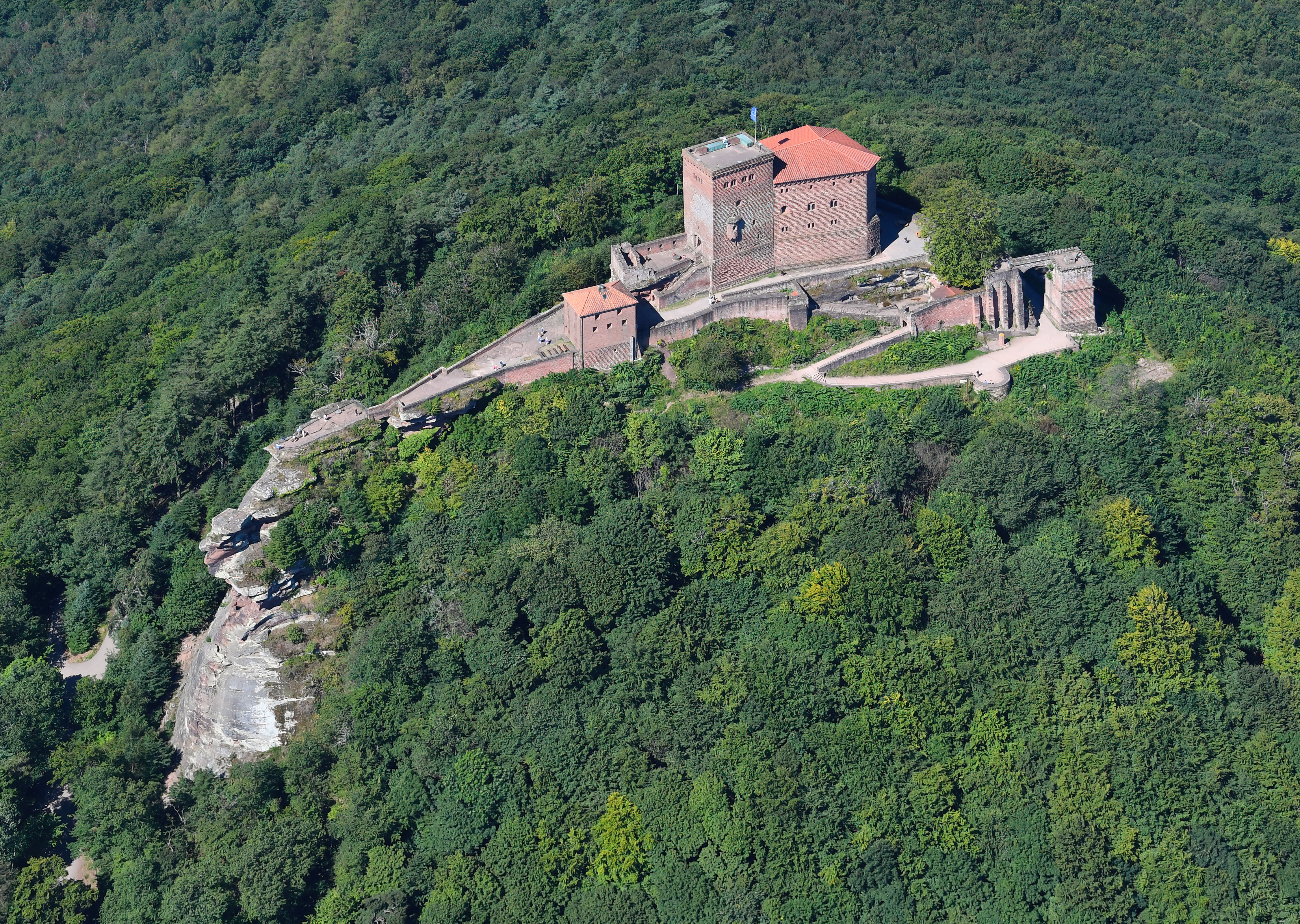
Trifels
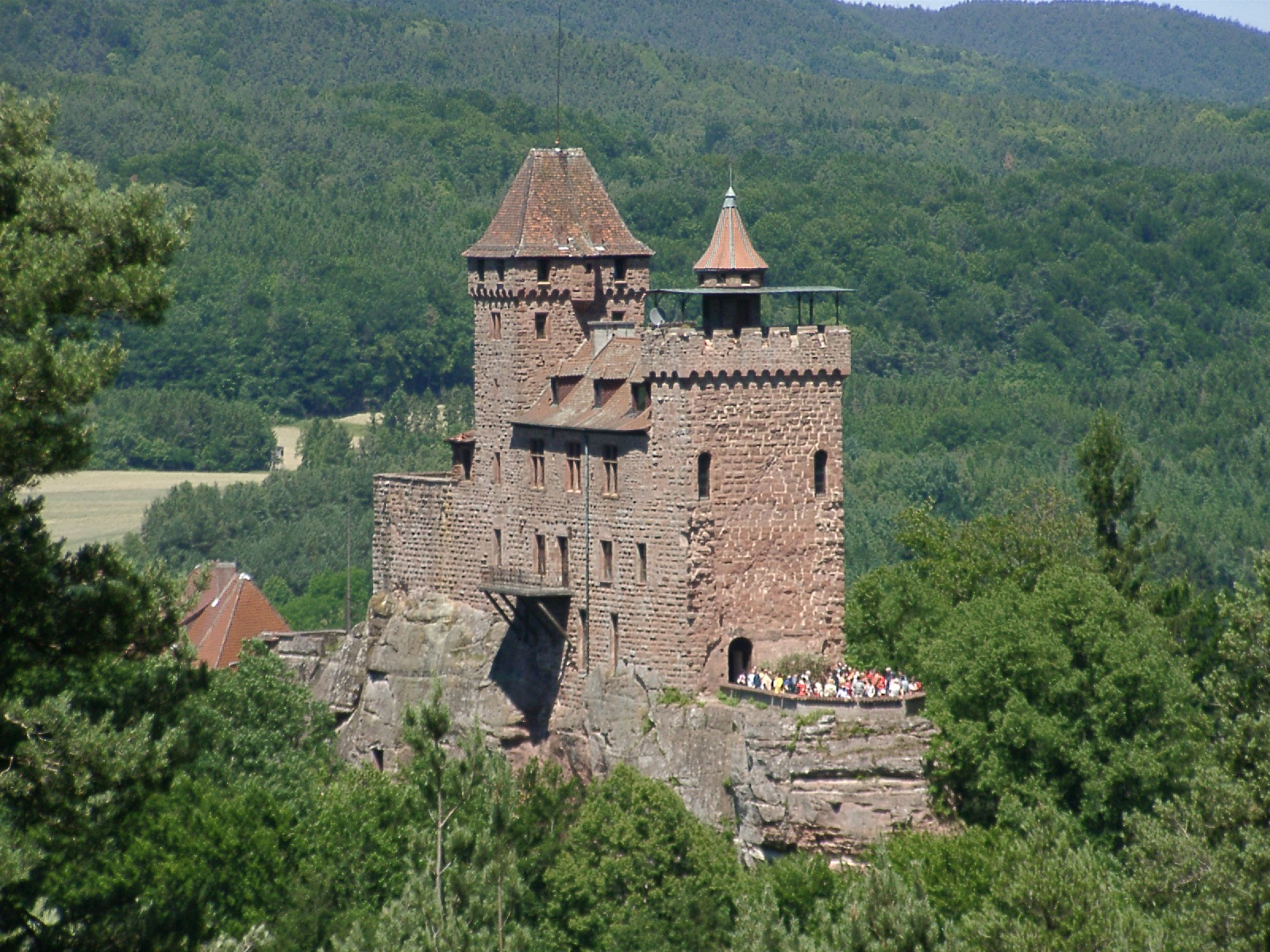
Berwartstein
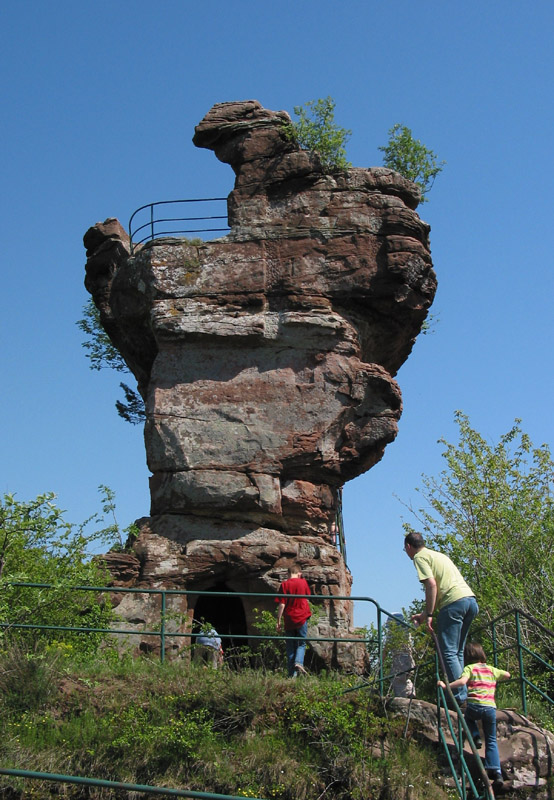
Drachenfels
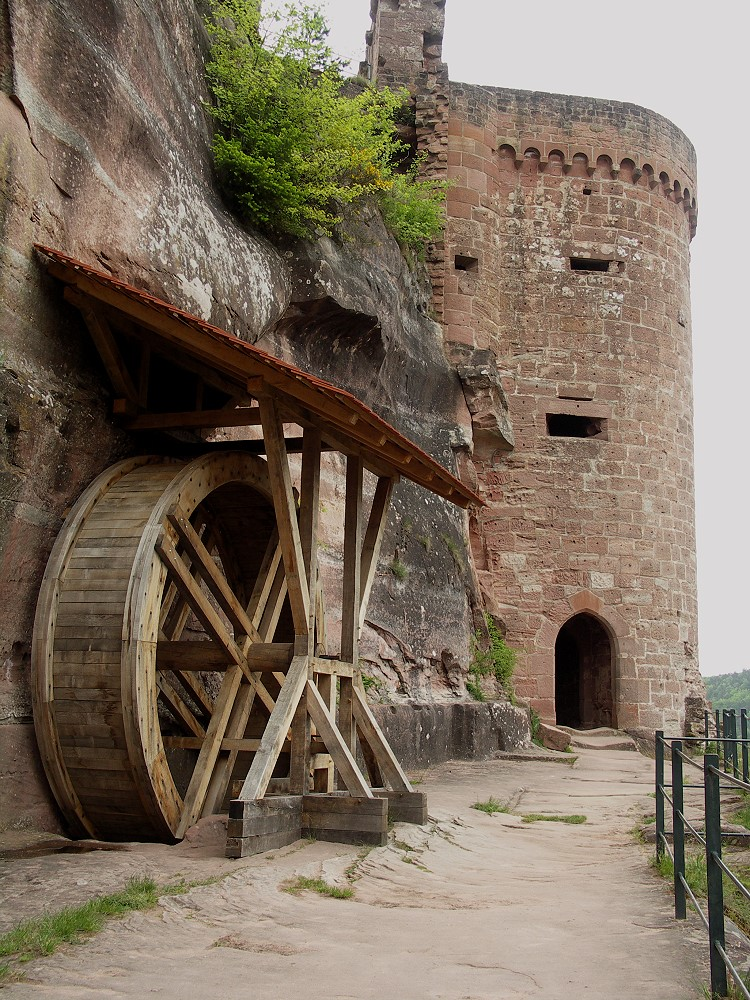
Altdahn
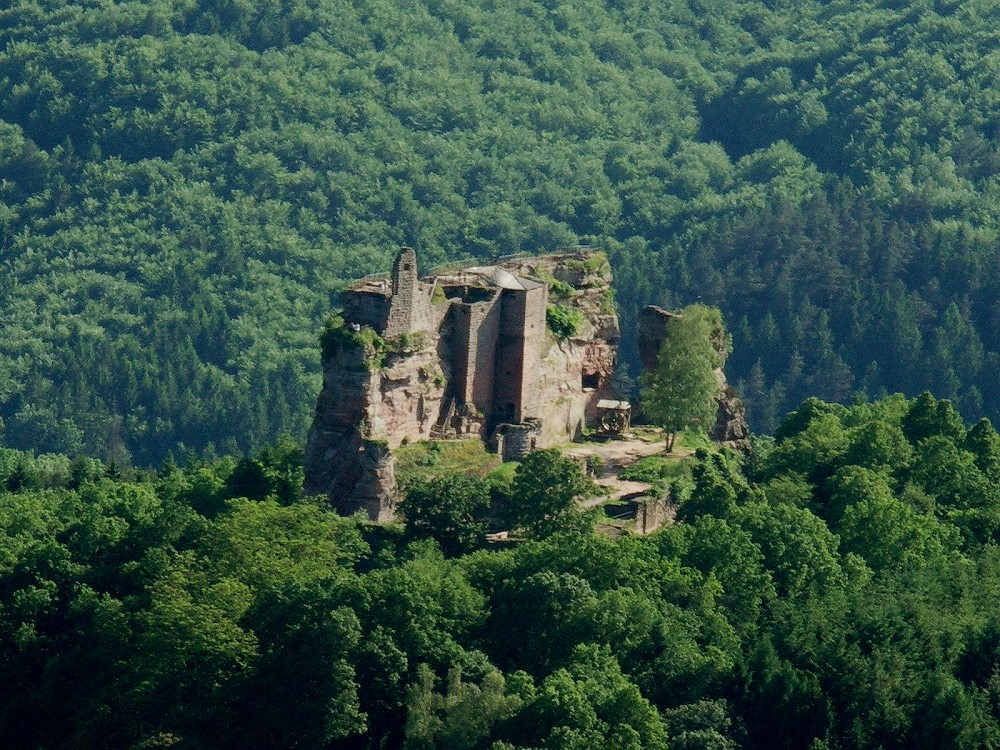
Fleckenstein
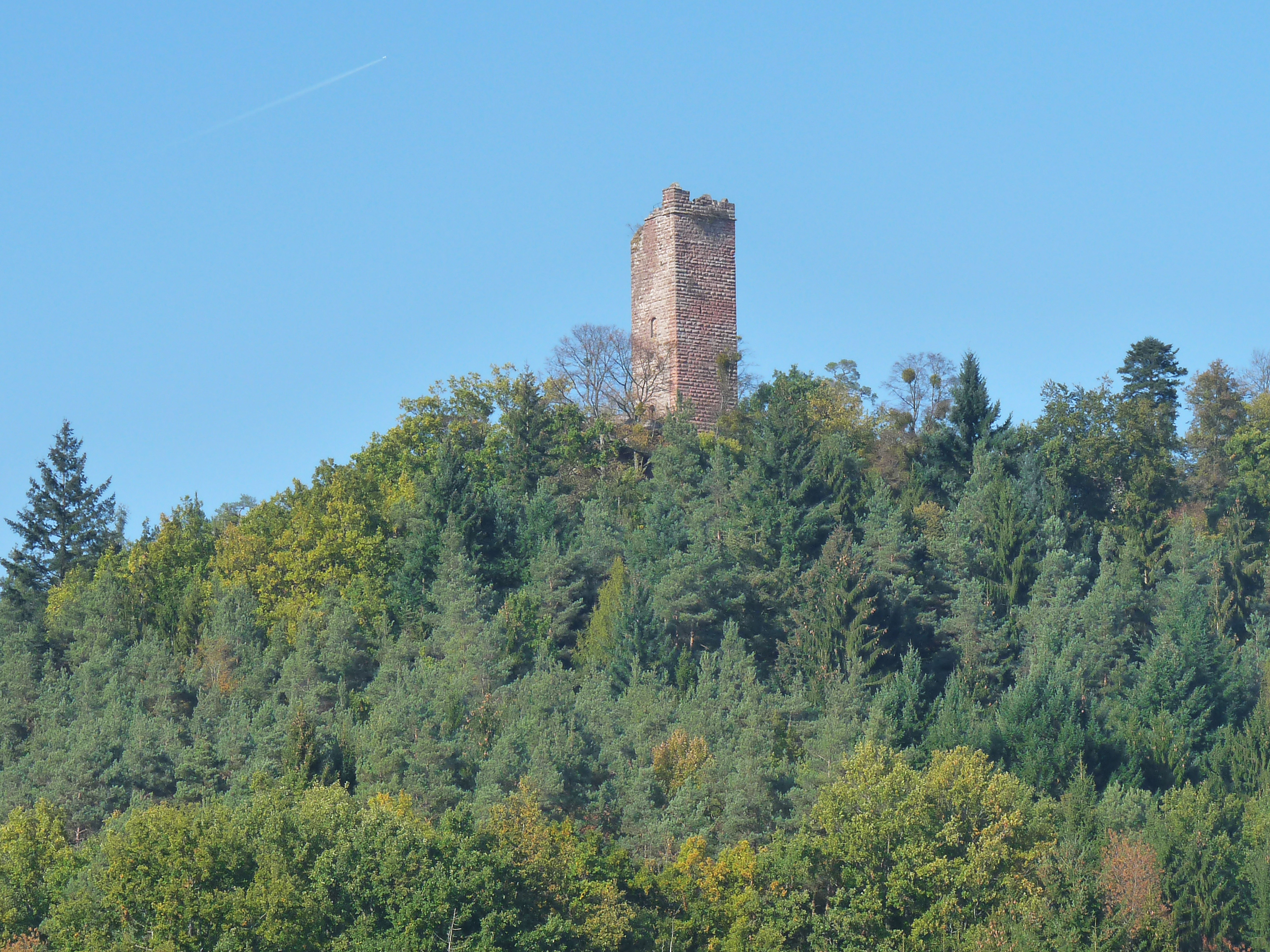
Waldeck
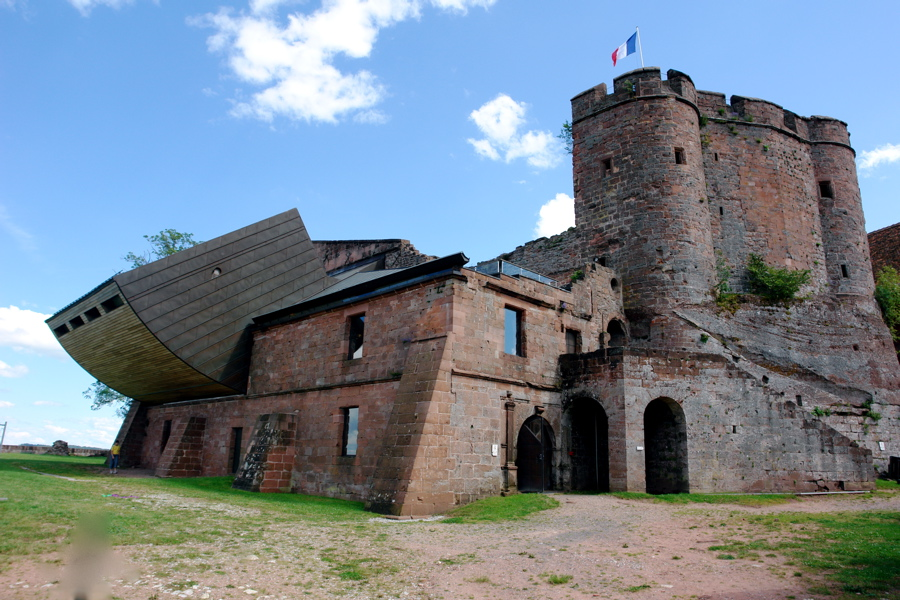
Lichtenberg

Von den zahlreichen Burgen der Gegend haben einige Geschichte geschrieben: In der während des 20. Jahrhunderts teilrestaurierten Reichsburg Trifels wurden im Mittelalter zeitweise die Reichskleinodien verwahrt; zusammen mit den Burgen Anebos und Scharfenberg ist der Trifels das Wahrzeichen von Annweiler. Der Berwartstein des legendären Ritters Hans von Trotha, genannt „Hans Trapp“, ist restauriert, bewohnt und bewirtschaftet. Die Burg Drachenfels wurde zerstört, weil ein Anteil dem aufrührerischen Ritter Franz von Sickingen gehört hatte. Weitere Burgen der Region sind z. B. (von Nord nach Süd):
- Lemberg
- Neudahn
- Madenburg
- Dahner Burgengruppe, bestehend aus Altdahn, Grafendahn und Tanstein
- Landeck
- Lindelbrunn
- Wegelnburg, Hohenburg und Löwenstein
- Fleckenstein
- Blumenstein
- Wasigenstein
- Falkenstein
- Wasenburg
- Groß-Arnsberg
- Lichtenberg
- Hüneburg

### Felsformationen

#### Formen

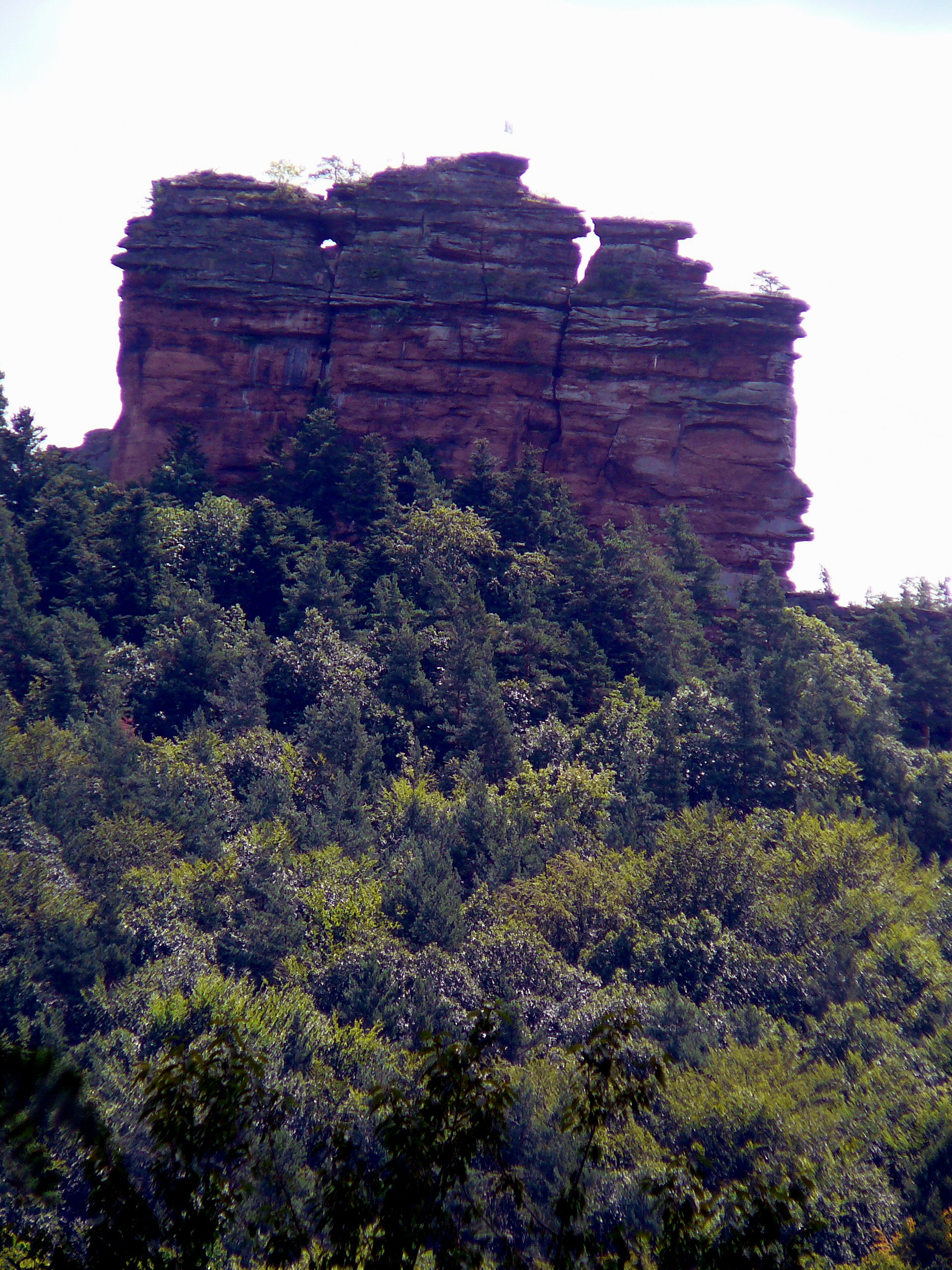
Asselstein: Blick von Nordwesten auf seine Breitseite

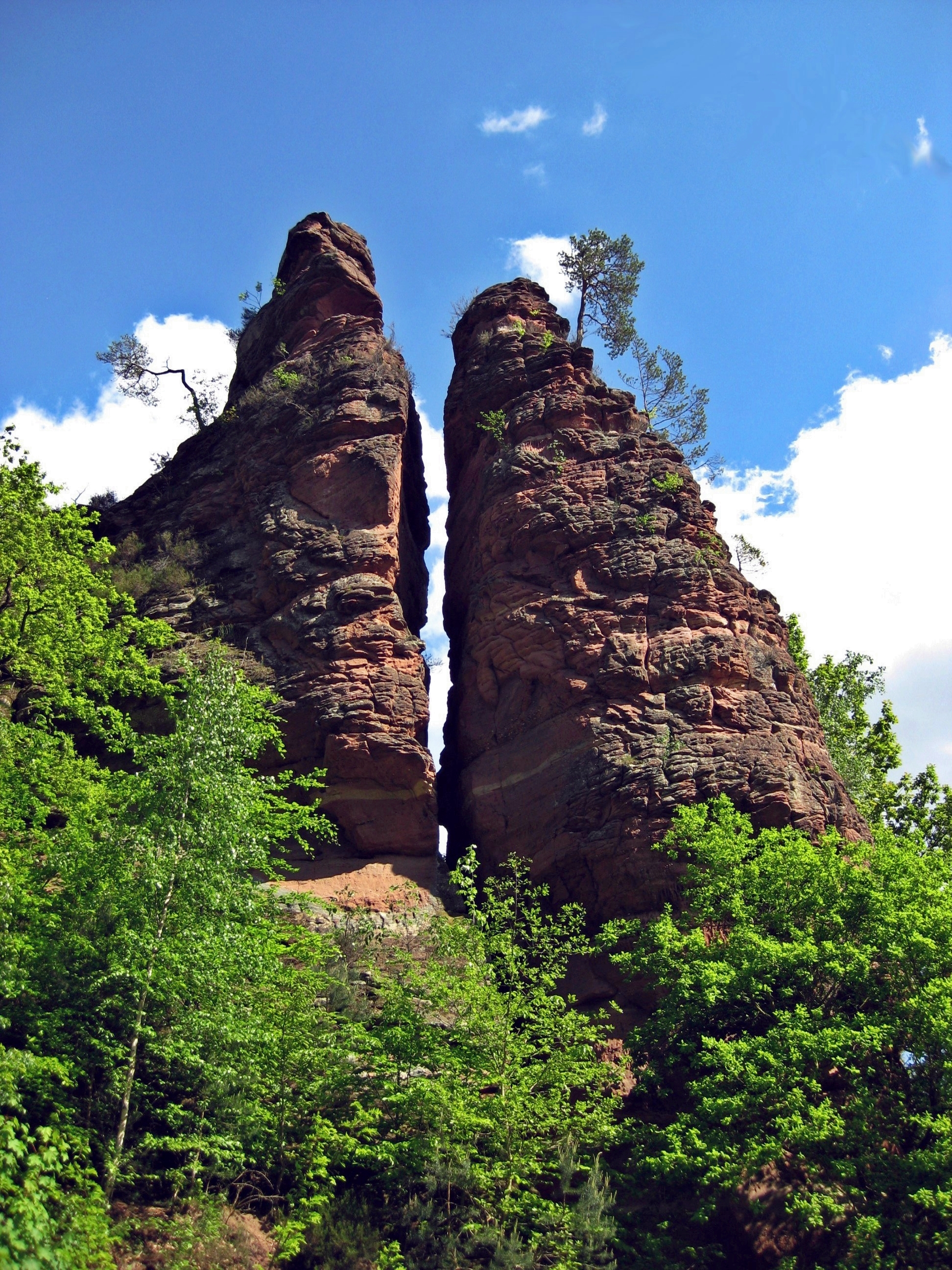
Braut und Bräutigam

Das Wasgauer Felsenland ist reich an bizarren Sandsteinfelsen, die im Laufe von Jahrmillionen durch Verwitterung und Abtragung der unterschiedlich stark verfestigten Gesteinsschichten des Unteren und Mittleren Buntsandsteins entstanden sind (siehe Abschnitt Geologie); dabei werden allein im pfälzischen Teil des Wasgaus über 200 Felsmassive und freistehende Felstürme gezählt. Je nach Erosion der Trifels-, Rehberg- und Karlstalschichten unterscheidet man Felsriffe (z. B. Heiden- und Buhlsteinpfeiler bei Busenberg; Lämmerfelsen bei Dahn), Felswände (z. B. Asselstein bei Annweiler; Erbsenfelsen bei Egelshardt) und Felsmauern (z. B. Dimberg bei Dimbach). Weitere Felsformen sind Felstürme (z. B. Hundsfelsen bei Waldrohrbach; Hühnerstein bei Hauenstein) und Felsklötze (z. B. Lindelbrunn bei Vorderweidenthal; Fleckenstein bei Hirschthal bzw. Lembach), die man häufig auf Kegelbergen findet.
Durch kleinförmige Verwitterung schmaler, unterschiedlich harter Schichten entstanden Felsöffnungen, Torfelsen (z. B. Eilöchelfelsen bei Busenberg), Felsspalten (z. B. Braut und Bräutigam bei Dahn) und Tischfelsen (z. B. Teufelstisch bei Hinterweidenthal). An vielen Felsen – zum Beispiel am fast zwei Kilometer langen Felsenriff des Altschlossfelsens bei Eppenbrunn – sind außerdem gesimsartige Überhänge und Wabenverwitterung zu sehen.
Auch viele Burgen im Wasgau wurden auf Felsriffen und -klötzen errichtet; besonders prominente Beispiele hierfür sind die Burgen der „Burgdreifaltigkeit“ Trifels, Anebos und Scharfenberg bei Annweiler und die einige Kilometer südwestlich gelegene Burg Lindelbrunn. Bekannte Felsenburgen sind auch der Berwartstein bei Erlenbach, der Drachenfels bei Busenberg und der Fleckenstein bei Hirschthal bzw. Lembach (siehe Abschnitt Burgen).

#### Fauna und Flora
Botanisch gesehen bilden viele Felsregionen Biotope einer besonders widerstandsfähigen und anspruchslosen Sandsteinvegetation, die sich hauptsächlich aus Krüppelkiefern, Heidekraut und einfachen Gräsern (z. B. Draht-Schmiele), an feuchteren Stellen auch Moosen und Farnen zusammensetzt. Außerdem haben sich auf einer Reihe von Felsen seit den 1980er Jahren wieder Wanderfalken angesiedelt, sodass für Kletterer, Wanderer und sonstige Nutzer erhebliche Einschränkungen notwendig wurden. Um Nutzungskonflikte zu vermeiden, werden diese Vorschriften (Sperrliste und Bewachung der Brutfelsen) alljährlich von der Vereinigung der Pfälzer Kletterer und den pfälzischen Naturschutzverbänden (z. B. dem Arbeitskreis „Wanderfalkenschutz“ des NABU) gemeinsam festgelegt.

#### Sportklettern und Wandern
Das Wasgauer Felsenland bietet dem Sportkletterer eine Vielfalt verschiedener Möglichkeiten, wobei Beschaffenheit und Verwitterung des Sandsteins stark differieren und deshalb zu sehr unterschiedlichen Schwierigkeitsgraden führen können. Bekannte Klettergebiete sind unter anderem die Regionen um Annweiler (z. B. Asselstein), Lug (beispielsweise Luger Friedrich) und Hauenstein (beispielsweise Spirkelbacher Rauhfels), außerdem das Dahner (z. B. Lämmerfelsen) und Erfweilerer Gebiet (z. B. Hegerturm), zu dem unter anderem auch das bekannte Bärenbrunner Tal gehört (beispielsweise Pferchfeldfelsen).
Um auch dem Wanderer diese Felsenlandschaft nahezubringen, wurden in den letzten Jahren eine Reihe themenbezogener Wanderwege eingerichtet, von denen für den Wasgau der Dahner Felsenpfad, der Busenberger Holzschuhpfad, der Hauensteiner Schusterpfad und der Annweilerer Buntsandsteinpfad stellvertretend erwähnt werden sollen. Während die meisten Felsen geübten Kletterern vorbehalten bleiben, können bestimmte Felsenriffe auch erwandert werden (z. B. Buhlsteine, Heidenpfeiler und Rötzenstein) oder mit Hilfe von Steiganlagen bei entsprechender Vorsicht bestiegen werden (z. B. Hühnerstein bei Hauenstein).

### Sonstige

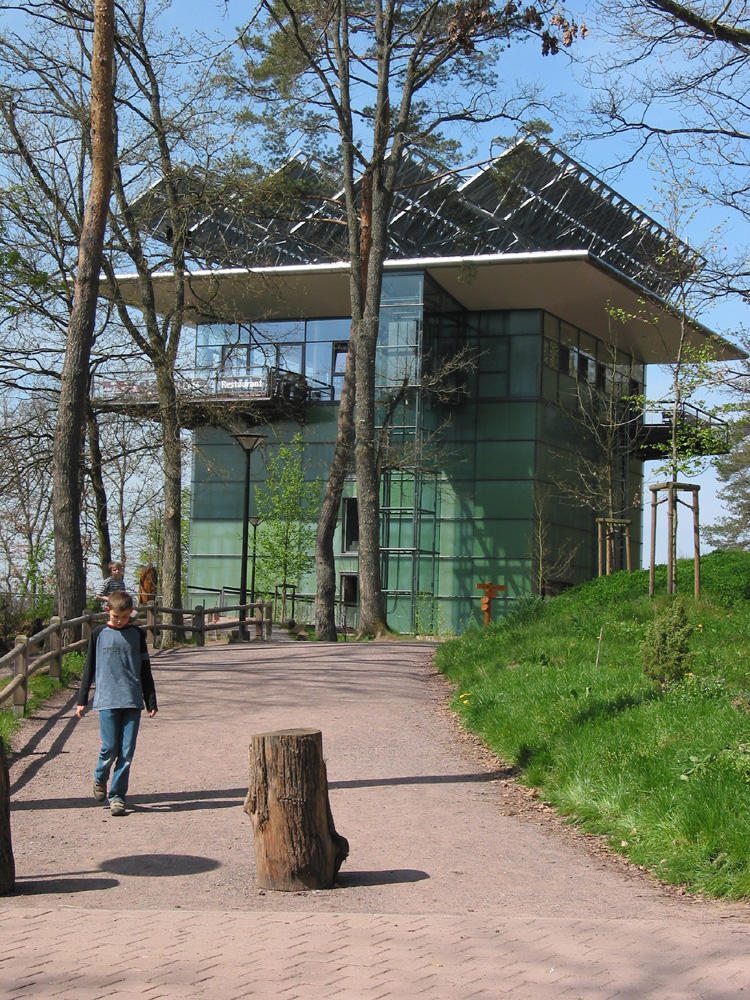
Biosphärenhaus
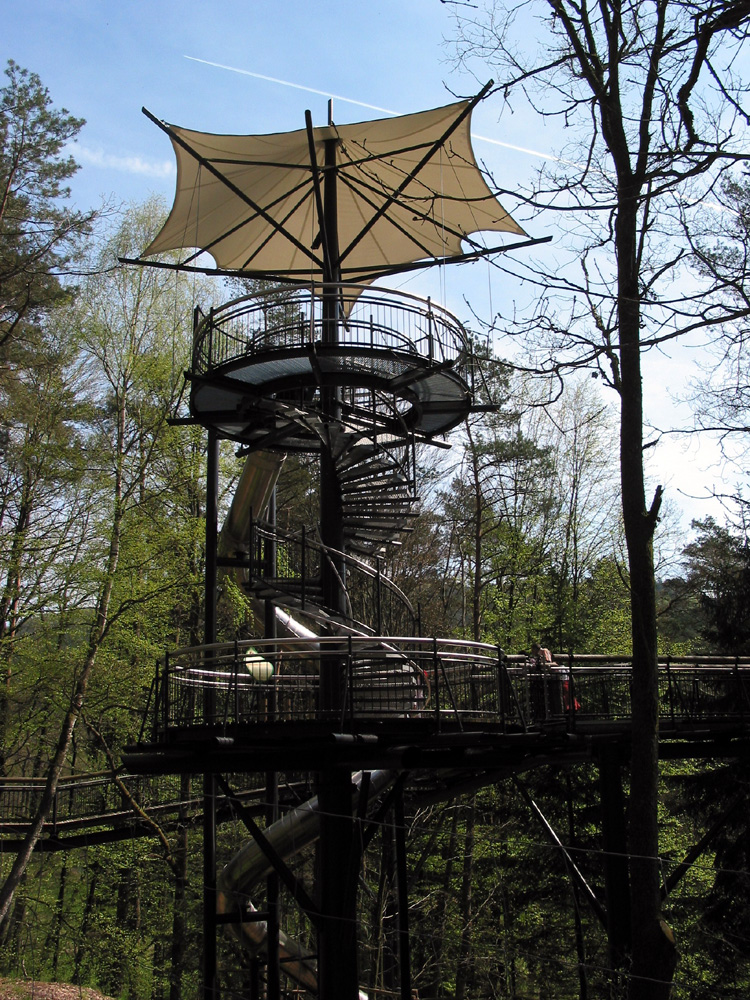
Baumwipfelpfad
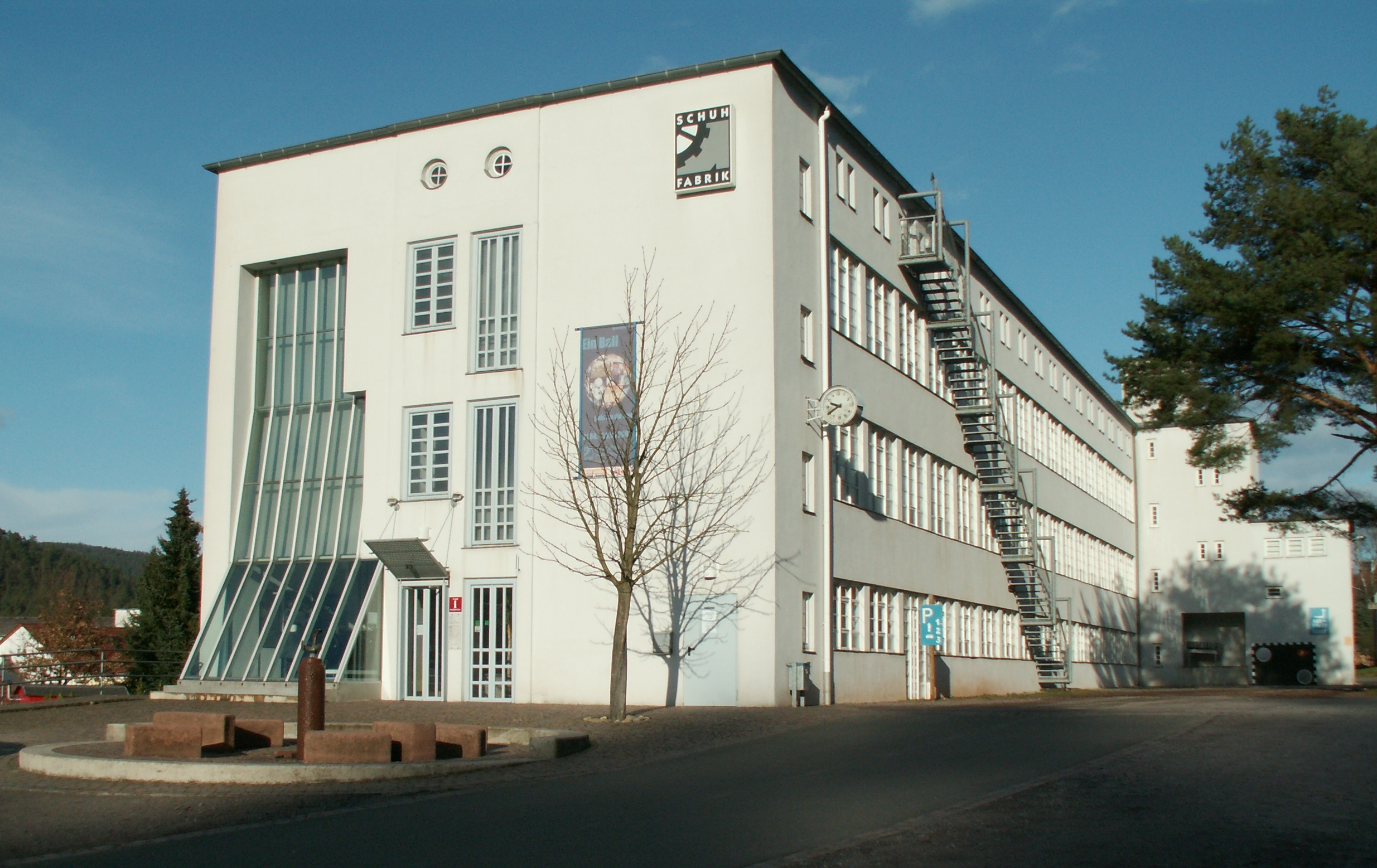
Deutsches Schuhmuseum
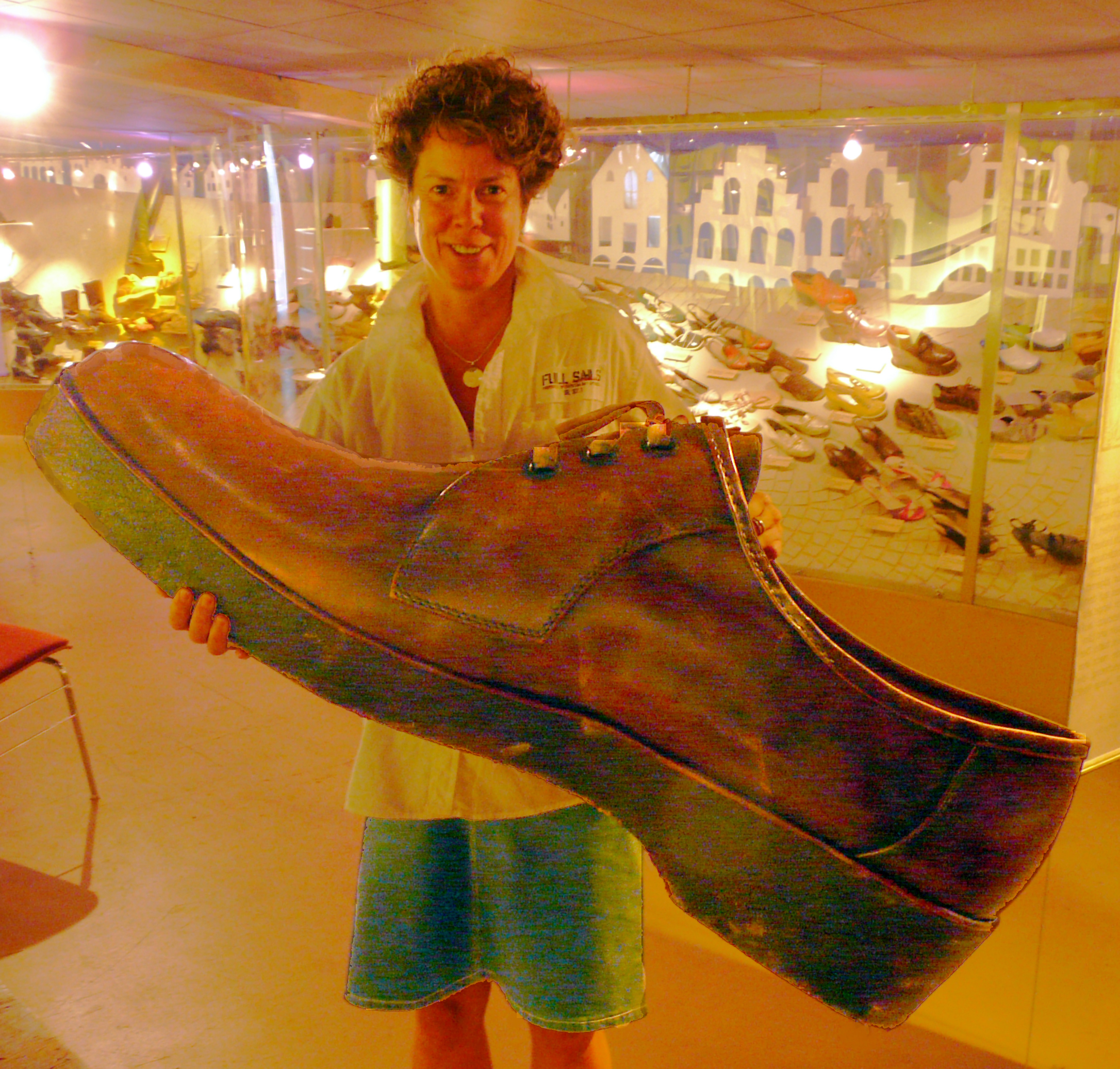
Schuhmuseum: Schuhgröße 180
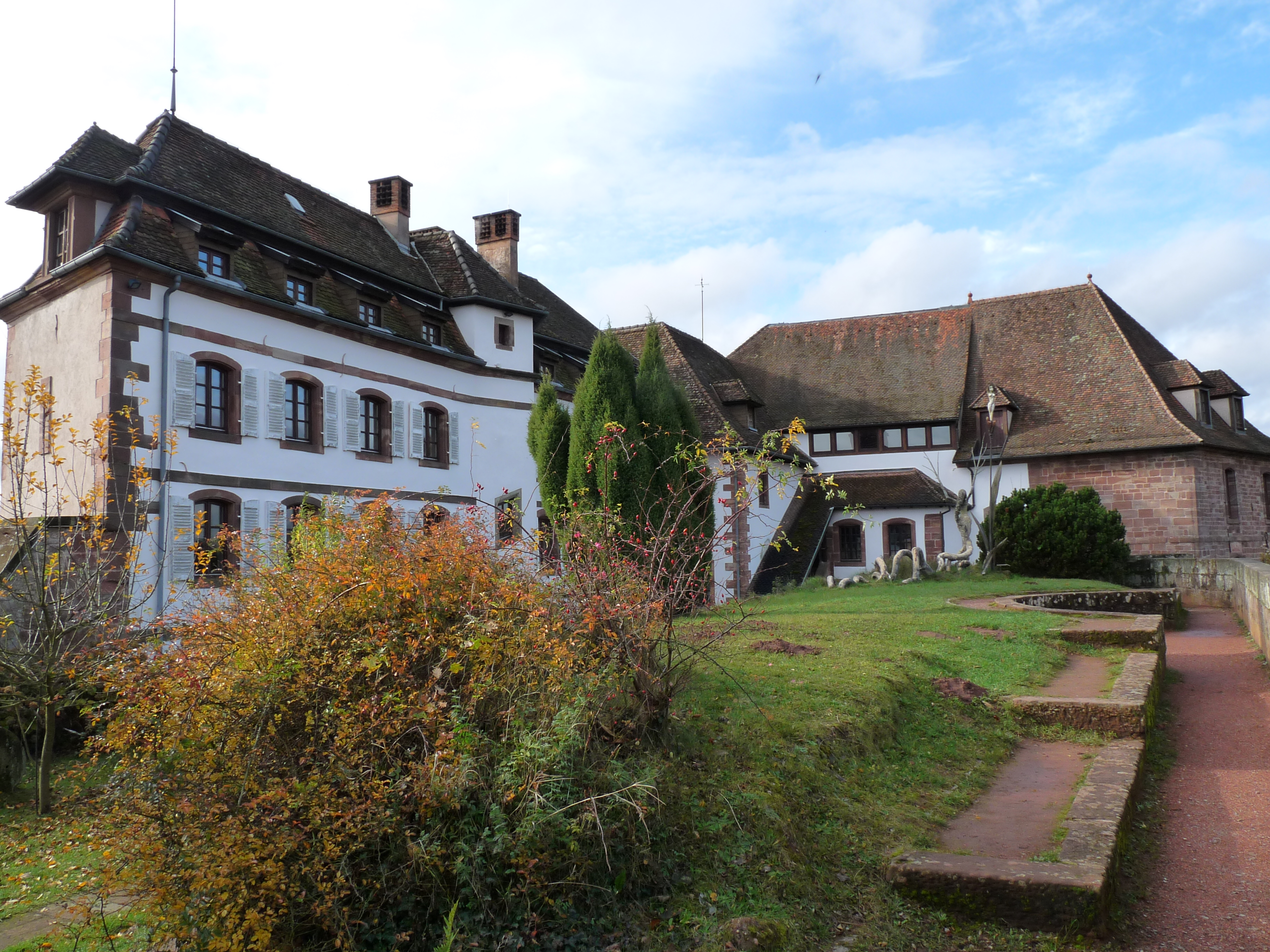
Verwaltungszentrum des Regionalen Naturparks Nordvogesen
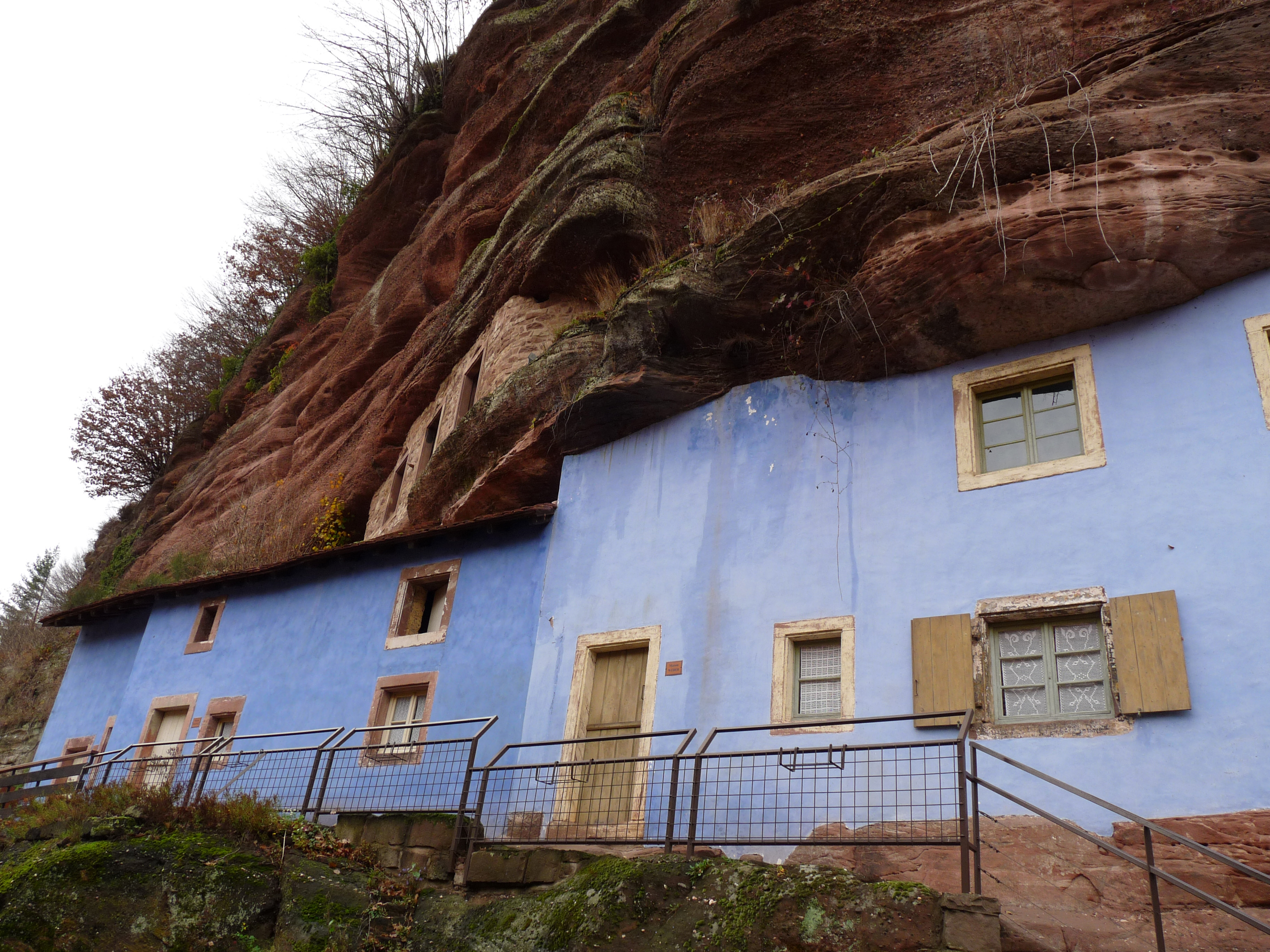
Felsenwohnungen in Graufthal

Zu den sonstigen Sehenswürdigkeiten zählen das Biosphärenhaus mit dem angeschlossenen Baumwipfelpfad in Fischbach, der Wild- und Wanderpark Südliche Weinstraße in Silz, das Deutsche Schuhmuseum und die Gläserne Schuhfabrik in Hauenstein sowie das Verwaltungszentrum des Regionalen Naturparks Nordvogesen in La Petite-Pierre (dt. Lützelstein), das eine Ausstellung zum Biosphärenreservat Pfälzerwald-Nordvogesen enthält. Außerdem befinden sich in La Petite-Pierre noch das Elsässer Siegelmuseum (Musée du sceau alsacien) und ein Heimatmuseum (Musée des Arts et Traditions populaires).
Eine weitere Sehenswürdigkeit sind die wenige Kilometer südlich von Lützelstein in Graufthal gelegenen Felsenwohnungen; in drei Häusern, die in eine Felswand hineingebaut sind, lebten über Jahrhunderte hinweg bis zu 37 Bewohner. Nach dem Tod der letzten Bewohnerin im Jahre 1958 wurden die Felsenhäuser als Kulturdenkmäler erhalten und können heute als Freilichtmuseum besichtigt werden.

## Wirtschaft und Infrastruktur

### Besiedelung

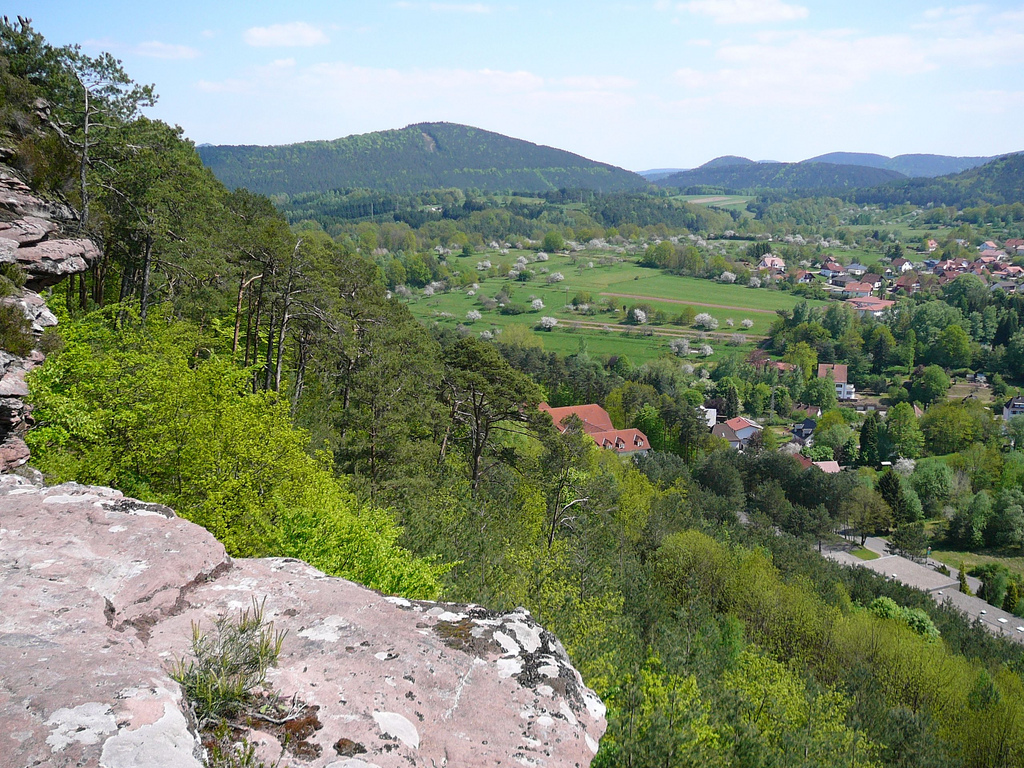
Typische Siedlungsstruktur im Wasgau: Blick vom Nedingfelsen über Teile von Hauenstein nach Osten

Im gesamten Gebiet des Biosphärenreservates Pfälzerwald-Nordvogesen leben etwa 237.000 Einwohner, die sich auf 215 Gemeinden verteilen. Dies entspricht bei einer Gesamtfläche von 3.105 km² einer Bevölkerungsdichte von etwas mehr als 76 Einwohnern pro km², wobei 89 Einwohner pro km² auf den deutschen und 59 Einwohner pro km² auf den französischen Teil entfallen. Das Biosphärenreservat schließt neben dem eigentlichen Waldgebirge auch dichter besiedelte Gebiete am Rheingrabenrand und im Bereich der Westricher Hochfläche mit ein. Klammert man diese Gebiete aus und beschränkt sich nur auf die Fläche des eigentlichen Naturraums, so erhält man mit 20–30 Einwohnern pro km² (z. B. 24 Einwohner pro km² bei Philippsburg im Kanton Bitsch) für mitteleuropäische Verhältnisse außerordentlich geringe Werte; im Vergleich liegt die Bevölkerungsdichte für ganz Deutschland bei 229 Personen pro km². Entsprechend reduziert sich je nach naturräumlicher Abgrenzung für den deutschen Teil des Wasgaus die Zahl seiner Gemeinden auf etwa 50 und für den französischen Teil auf etwa 40, also auf insgesamt ungefähr 90 Gemeinden. Die relativ kleinen Ortschaften beanspruchen nur 5 Prozent der Gesamtfläche, sind von ausgedehnten, menschenleeren Wäldern (70–90 % der Gesamtfläche) umgeben und liegen vorwiegend in Tälern und auf Verebnungsflächen des Mittelgebirges. Ausnahmen bilden Höhendörfer wie Climbach im östlich gelegenen Hochwald, Lemberg in der Pfalz und in Lothringen, außerdem im Südwesten die Fremdenverkehrsgemeinde Lützelstein; dabei befinden sich die letztgenannten Ortschaften im hochflächenartigen Übergangsbereich zwischen dem Buntsandsteinrelief des Wasgaus und den Muschelkalkformationen der Westricher Hochfläche.
Weitere größere Gemeinden auf deutscher Seite sind Annweiler am Trifels, Dahn und Hauenstein, auf französischer Seite neben den oben schon genannten Ortschaften noch Lembach, Wimmenau und Wingen a. d. Moder. Am östlichen Gebirgsrand finden sich in der Pfalz unter anderem Albersweiler und Bad Bergzabern, im Elsass Weißenburg, Bad Niederbronn, Ingweiler (französisch Ingwiller) und Zabern. Im südwestlichen bis nordwestlichen Randbereich des Wasgaus liegen in Lothringen Pfalzburg und Bitsch, in der Pfalz Eppenbrunn und mit Pirmasens die größte Randgemeinde des Wasgaus.

### Wirtschaft

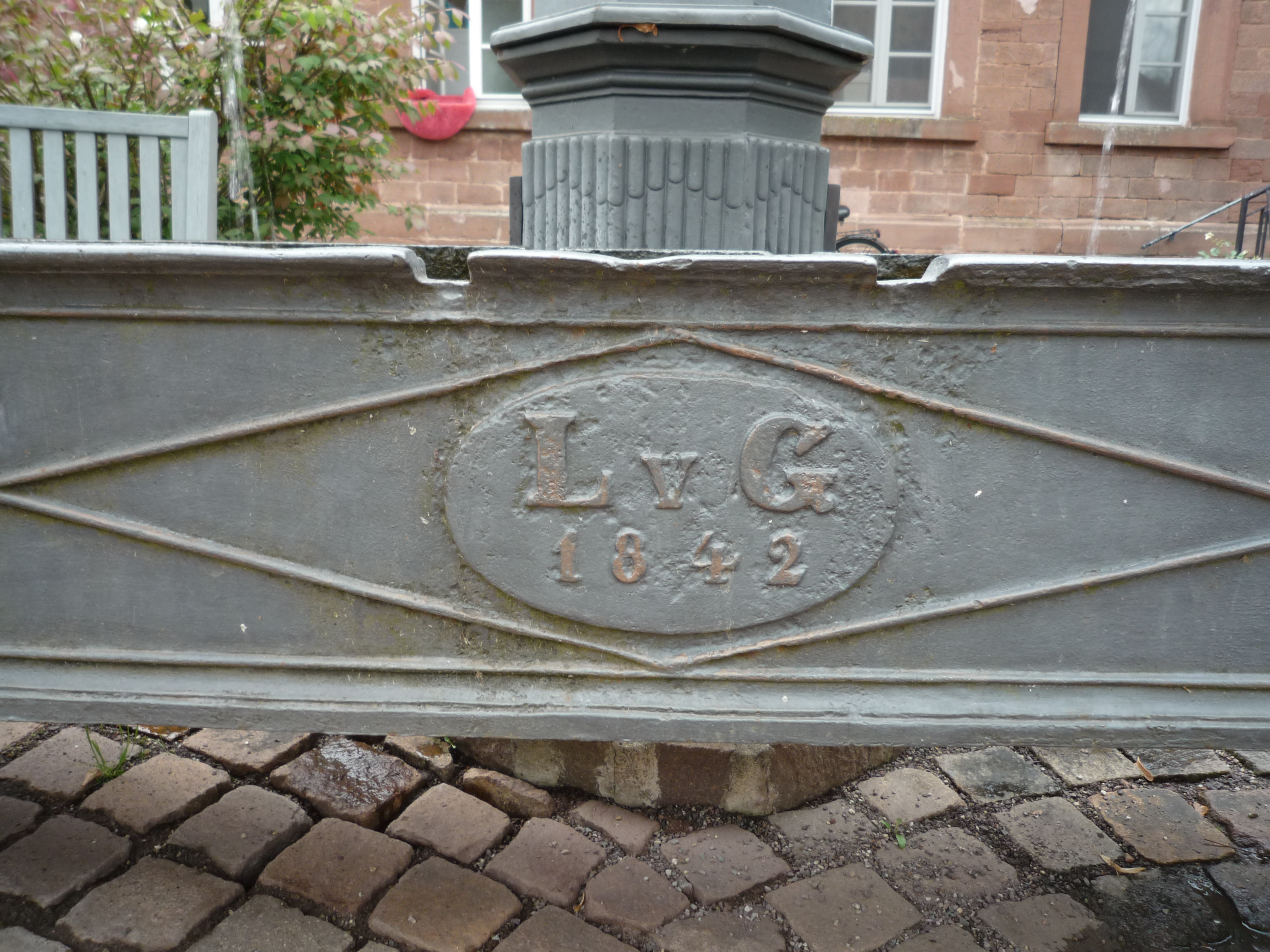
Die Inschrift am Gienanth-Brunnen in Schönau betrifft Ludwig von Gienanth.

Die ehemals bedeutende Eisenproduktion und -verarbeitung (z. B. Eisenschmelze in Schönau) wurde gegen Ende des 19. Jahrhunderts eingestellt. Verschiedene Gienanth-Brunnen sind bis heute Zeugnis dieser Tradition.
Im 19. und 20. Jahrhundert dominierten neben der Forstwirtschaft Manufakturen und Kleinfabriken, die sich vor allem mit der Schuhherstellung beschäftigten.
Nach dem Zweiten Weltkrieg und mit dem Rückgang der Schuhindustrie setzte die Wirtschaft vermehrt auf Tourismus, der mittlerweile zum Haupterwerbszweig geworden ist. Die touristische Infrastruktur ist überwiegend kleinteilig, das von 1967 bis 1987 betriebene Großprojekt eines Wasgausees bei Fischbach konnte gegen den Widerstand der Bevölkerung und der Naturschutzverbände nicht umgesetzt werden. Neben bloßer Erholung werden auch Aktivurlaube angeboten, z. B. Sportklettern im Klettergebiet Südpfalz oder Wandern. Mehrere gut ausgebaute Radwege folgen hauptsächlich den Tälern im Wasgau.

### Verkehr

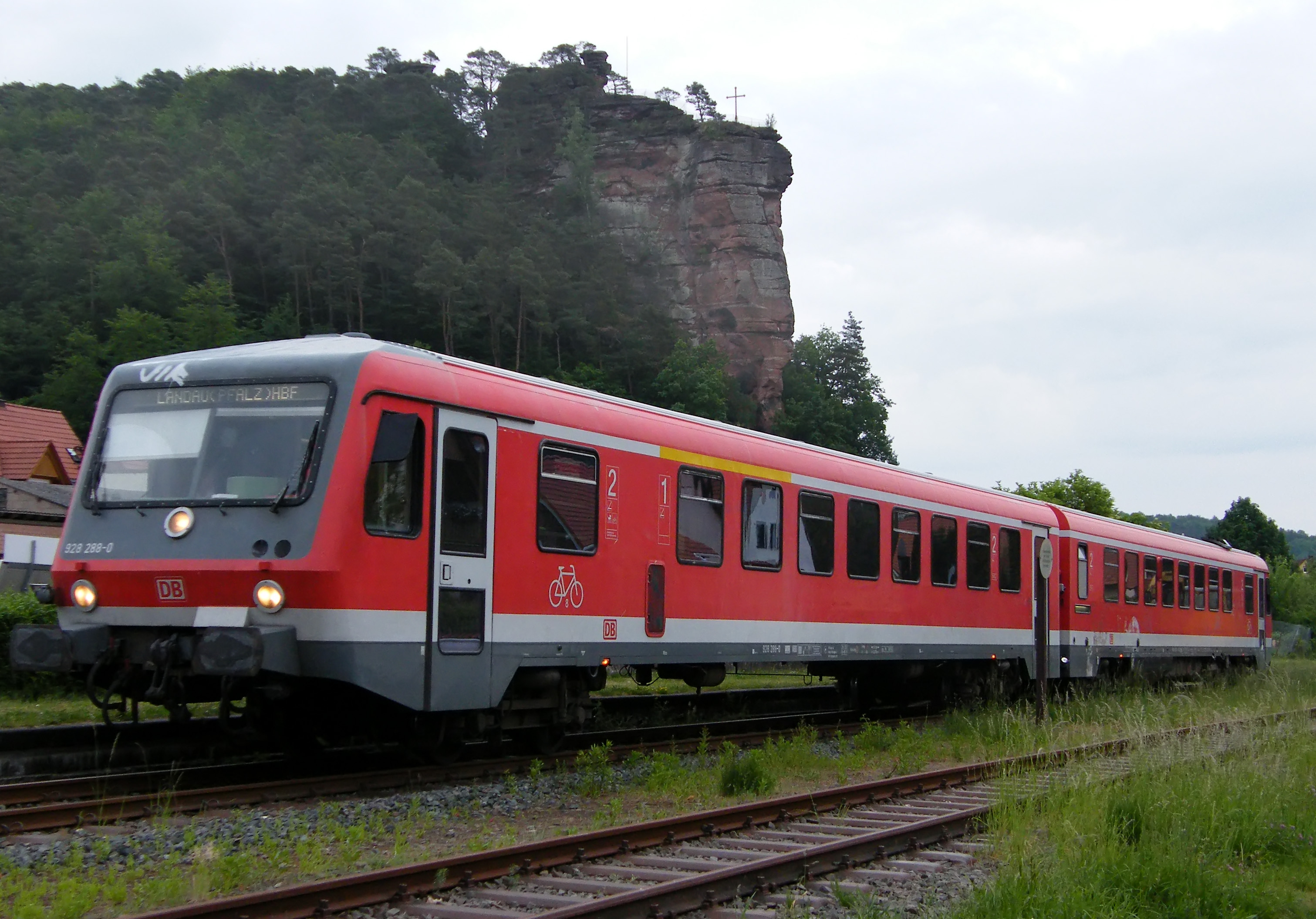
Regionalbahn nach Landau im Bahnhof Dahn (2008)

Außer der am Nordrand gelegenen Hauptverkehrsader B 10 erschließen im Osten die B 48 Annweiler–Bad Bergzabern sowie im Westen und Süden die B 427 Hinterweidenthal–Dahn–Bad Bergzabern die Region auf pfälzischer Seite. Jenseits der Grenze verbindet die gut ausgebaute ehemalige Nationalstraße 62 (N 62), heute Departementstraße 662 (D 662), das am westlichen Rand des Wasgaus liegende Bitsch mit Bad Niederbronn und Hagenau (französisch Haguenau) in der Rheinebene. Ganz im Süden des Naturraums überqueren die Autobahn 4 (A 4) von Paris nach Straßburg (französisch Strasbourg) und die Departementstraße 604 (D 604) die Zaberner Steige.
Die parallel zur B 10 verlaufende Bahnstrecke Landau–Rohrbach war früher Teil der Fernverbindung zwischen Saarbrücken und München, wurde jedoch in ihrer Bedeutung immer mehr zurückgestuft. Auf der Wieslauterbahn im Westen findet an Sonn- und Feiertagen Ausflugsverkehr – unter anderem in Form des Bundenthalers – statt. Die Bahnstrecke Haguenau–Falck-Hargarten, die Saargemünd (französisch Sarreguemines) und Bitsch mit Bad Niederbronn und Hagenau durch das Tal des Falkensteinerbaches verband und wegen zu geringer Rentabilität und Oberbauschäden stillgelegt wurde, wird heute durch Schienenersatzverkehrsbusse bedient. Die von Saarbrücken über Saargemünd durch das Tal der Moder nach Straßburg führende Strecke dient hauptsächlich dem Regionalverkehr. Die Schnellbahnverbindung zwischen Paris und Straßburg unterquert die Zaberner Steige in einem Tunnel.